# Revolución Constitucionalista de 1932
La Revolución Constitucionalista de 1932, también conocida como la Revolución de 1932 o Guerra Paulista, fue un movimiento armado ocurrido en los estados de São Paulo, Mato Grosso del Sur y Río Grande del Sur, entre julio y octubre de 1932, cuyo objetivo era derrocar al gobierno provisional de Getúlio Vargas y convocar a una Asamblea Nacional Constituyente.
El golpe de Estado que surge de la Revolución de 1930 derrocó al entonces presidente de la República, Washington Luís; impedió la toma de poder de su sucesor electo en las elecciones de marzo de 1930, Júlio Prestes; depuso a la mayoría de los presidentes estaduales (que actualmente se denominan "gobernadores"); cerró el Congreso Nacional, las Asambleas Legislativas Estaduales y las Cámaras Municipales; y, por último, suspendió la Constitución de 1891, vigente hasta ese momento. Getúlio Vargas, candidato derrotado en las elecciones presidenciales de 1930 y uno de los líderes del movimiento revolucionario de 1930, asumió la presidencia del gobierno provisional nacional en noviembre de ese año con amplios poderes, dando fin al periodo histórico conocido como la República Velha y a la política del café con leche — durante el cual tanto São Paulo como Minas Gerais se alternaban en la Presidencia de la República, impidiendo que el principal cargo del Poder Ejecutivo fuese ocupado por representantes de otros estados económicamente importantes en esos tiempos como Río Grande del Sur y Pernambuco. Había el compromiso de convocar a nuevas elecciones y la formación de una nueva Constitución pero en los años siguientes esa expectativa dio lugar a un sentimiento de frustración por la indefinición respecto a cuándo se cumplirían esas promesas aunado al resentimiento contra el gobierno provisional sobre todo en el estado de São Paulo. Ese sentimento estaba motivado por el hecho de que Getúlio Vargas gobernaba de forma arbitraria por medio de decretos, sin respaldo de una Constitución ni de un Poder Legislativo. Esa situación conllevó también la disminución de la autonomía que los estados brasileños gozaban durante la vigencia de la Constitución de 1891, ya que los interventores nombrados por Vargas, en su mayoría tenientes, no se correspondían con los intereses de los grupos políticos locales. Para São Paulo fue nombrado el teniente João Alberto Lins de Barros, al que los oligarcas paulistas trataban peyorativamente como "forastero y plebeyo" o le llamaban "el pernambucano". Otro revés fue la grave crisis económica consecuencia de la Gran Depresión de 1929, que derrumbó los precios internacionales del café, arruinando a la oligarquía paulista. Fue la primera gran revuelta contra el gobierno de Getúlio Vargas.
El levantamiento armado comenzó de hecho el 9 de julio de 1932, precipitado por la revuelta popular luego de la muerte de cuatro jóvenes a manos de tropas getulistas el 23 de mayo de 1932, durante una protesta contra el gobierno federal. Luego de la muerte de esos jóvenes, se organizó un movimiento clandestino denominado MMDC (iniciales de los nombres de los cuatro jóvenes muertos: Martins, Miragaia, Dráusio y Camargo), que comenzó a conspirar contra el gobierno provisional de Vargas, articulando junto con otros movimientos políticas una revuelta sustancial. Hubo también una quinta víctima, Orlando de Oliveira Alvarenga, que también fue baleado ese día en el mismo lugar, pero murió meses después. Los meses anteriores al movimiento, el resentimiento contra el presidente ganaba fuerza indicando una posible revuelta armada y el gobierno provisional empezó a entretener la hipótesis de que el objetivo de los rebeldes era la secesión de São Paulo del Brasil. Sin embargo, jamás se pudo probar que el argumento separatista fuera fidedigno. No obstante, el gobierno provisional lo utilizó igual durante todo el conflicto para instigar a la opinión pública del resto del país contra los paulistas, obtener voluntarios en la ofensiva contra las tropas constitucionalistas y ganar aliados políticos en los demás estados contra el movimiento de São Paulo.
Cuando el estado de São Paulo precipitó la revuelta contra el gobierno de Vargas, sus líderes tenían la expectativa de la automática adhesión de otros estados brasileños, dada la solidaridad manifestada por parte de las élites políticas de los estdos de Minas Gerais, Río Grande del Sur y del entonces estado de Mato Grosso. Así, los políticos de São Paulo esperaban sólo un breve conflicto militar con una rápida marcha para Río de Janeiro, donde entonces se encontraba la capital del país, para deponer a Getúlio. Por ello los rebeldes no organizaron un sistema defensivo en sus fronteras contra posibles ofensivas militares de los estados vecinos. No obstante, la solidaridad de aquellos estados no se tradujo en apoyo efectivo y, con la espera de los paulistas de los apoyos supuestamente prometidos, Getúlio Vargas tuvo tiempo de articular una reacción militar que sofocara la revolución aún en sus estados iniciales, obligando al estado de São Paulo a tener que improvisar un poco tiempo un amplio sistema militar defensivo en sus fronteras contra la ofensiva de todos los estados brasileños, con la excepción de Mato Grosso que fue el único estado en ser aliado de los paulistas. Luego de casi tres meses de intensos combates en los cuatro lados del estado, el conflicto terminó el 2 de octubre de 1932 con la rendición del Ejército Constitucionalista.
Actualmente, el día 9 de julio, que marca el inicio de la Revolución de 1932, es la fecha cívica más importante del estado de São Paulo y es feriado estadual. Los paulistas consideran la revolución constitucionalista como el mayor movimiento cívico de su historia. La Ley N° 12,430 del 20 de junio del 2011, inscribió los nombres de Martins, Miragaia, Dráusio y Camargo, héroes paulistas de la Revolución Constitucionalista de 1932, en el Livro dos Heróis da Pátria. En total, fueron 87 días de combates (del 9 de julio al 4 de octubre de 1932 - siendo los dos últimos días posteriores a la rendición paulista), con un saldo oficial de 934 muertos aunque las estimaciones no oficiales reportan hasta 2,200}} muertos siendo que varias ciudades del interior del estado de São Paulo sufrieron daños debido a los combates. A pesar de la derrota militar del movimiento, algunas de sus principales reivindicaciones fueron obtenidas posteriormente, por ejemplo, con el nombramiento de un interventor civil y paulista, la convocatoria a una asamblea constituyente y la promulgación de una nueva constitución en 1934. No obstante, esa Constitución tuvo corta duración porque en 1937, Vargas cerró el Congreso Nacional, suspendió la vigencia de la constitución y otorgó una nueva, justificando esas medidas en un supuesto extremismo de los movimientos políticos de la época. Así, a partir de entonces, se estableció un régimen dictatorial conocido como el Estado Novo que perduró hasta 1945, año en que Vargas fue depuesto por un grupo militar compuesto por generales, antiguos aliados.

## Antecedentes

### Revolución de 1930
En la primera mitad del siglo XX, el estado de São Paulo vivió un acelerado proceso de industrialización y enriquecimiento debido a las ganancias del cultivo del café y la articulación de la política del café con leche. Por esa política, creada por el presidente de la república Campos Sales, se alternaban en el ejercicio de la presidencia de la República políticos de los estados de São Paulo y Minas Gerais, los estados más ricos y populosos de la Unión.
A inicios de 1929, la administración de Washington Luís, al nombrar al paulista Júlio Prestes, apoyado por diecisiete estados, preterió a Minas Gerais de su turno en la sucesión presidencial, rompiendo la "política del café con leite", que venía siendo aplicada desde el gobierno de Afonso Pena (1906-1909) que sustituyó al paulista Rodrigues Alves en la presidencia de la República. De acuerdo com este relevo Minas Gerais - São Paulo en la presidencia de la república, el candidato oficial, en 1930, debía ser un mineiro, que podría ser el presidente de Minas Gerais Antônio Carlos Ribeiro de Andrada o el vicepresidente de la República Fernando de Melo Viana o incluso el expresidente Artur Bernardes, entre otros importantes políticos mineiros. No obstante, Washington Luís, después de consultar a los 20 presidentes de estado, en julio de 1929, recibió el apoyo de 17 de ellos para Júlio Prestes, y lo nominó como candidato oficial a la presidencia en las elecciones fijadas para el 1 de marzo de 1930. Minas Gerais, entonces, rompió con São Paulo, se unió a la bancada gaúcha en el Congreso Nacional y prometió su apoyo a Getúlio Vargas si este se presentaba como candidato a la presidencia.
En septiembre de 1929, Minas Gerais, Río Grande del Sur y Paraíba formaron la "Alianza Liberal" lanzando a Getúlio a la presidencia y a João Pessoa, de Paraíba, a la vicepresidencia. También apoyaban a Getúlio el Partido Democrático de São Paulo, parte de las clases medias urbanas y los tenientes, que defendían reformas sociales y económicas para el país. Los otros diecisiete estado de la época apoyaron a Júlio Prestes. En ese momento, septiembre de 1929, ya se percibía en São Paulo, que la Alianza Liberal y una eventual revolución dirigían específicamente São Paulo. En los debates de la Cámara de Diputados y en el Senado Federal, en 1929, se decía abiertamente que si la Alianza Liberal no ganaba la elección, habría revolución.
El senador estadual de São Paulo Cândido Nanzianzeno Nogueira da Motta había denunciado, proféticamente, en la tribuna del Senado del Congreso Legislativo del Estado de São Paulo, el 24 de septiembre de 1929, que:

A guerra anunciada pela chamada Aliança Liberal não é contra o sr. Júlio Prestes, é contra nosso estado de São Paulo, e isso não é de hoje. A imperecível inveja contra o nosso deslumbrante progresso que deveria ser motivo de orgulho para todo o Brasil. Em vez de nos agradecerem e apertarem em fraternos amplexos, nos cobrem de injúrias e nos ameaçam com ponta de lanças e patas de cavalo!
La guerra anunciada por la llamada Alianza Liberal no es contra el señor Júlio Prestes, es contra nuestro estado de São Paulo, y eso no es de hoy. La imperecible envidia contra nuestro deslumbrante progreso que debería ser motivo de orgullo para todo Brasil. ¡En vez de agradecernos y apretarnos en fraternos abrazos, nos cubren de injurias y nos amenazan con puntas de lanzas y patas de caballos!
Cândido Nogueira da Motta

Cândido Nogueira da Motta citó también al senador fluminense Irineu Machado, que previó la reacción de São Paulo:

A reação contra a candidatura do Dr. Júlio Prestes representa não um gesto contra o presidente do estado, mas uma reação contra São Paulo, que se levantará porque isto significa um gesto de legítima defesa de seus próprios interesses
La reacción contra la candidatura del Dr. Júlio Prestes no representa un gesto contra el presidente del estado, más una reacción contra São Paulo, que se levantará porque esto significa un gesto de legítima defesa de sus propios interesses
Irineu Machado

En medio de la grave crisis económica por la Gran Depresión que derrumbó los precios del café, Júlio Prestes, que era miembro del Partido Republicano Paulista, fue elegido presidente el 1 de marzo de 1930, ganando en diecisiete estados y el Distrito Federal pero no pudo asumir el poder. A pesar de la gran votación en los tres estados aliancistas, Getúlio Vargas fue derrotado con largueza. Júlio Prestes, en São Paulo, alcanzó el 91% de los votos válidos.
El ala más radical de la Alianza Liberal resuelve tomar las armas y utilizó el asesinato de João Pessoa, en julio de 1930, como el detonante del movimiento. El crimen no tiene motivos políticos pero fue utilizado como tal. Su impacto emocional dio un nuevo ánimo a los opositores derrotados. Creció el apoyo popular y los preparativos del golpe fueron llevados adelante con rapidez ya que se aproximaba el momento de la asunción al poder de Júlio Prestes. El 3 de octubre de 1930 estalló la insurrección. Los rebeldes tomaron los tres estados que gestaron la revolución: (Río Grande del Sur, Minas Gerais y Paraíba) y tomaron rumbo hacia Río de Janeiro que en ese entonces aún era la capital federal.

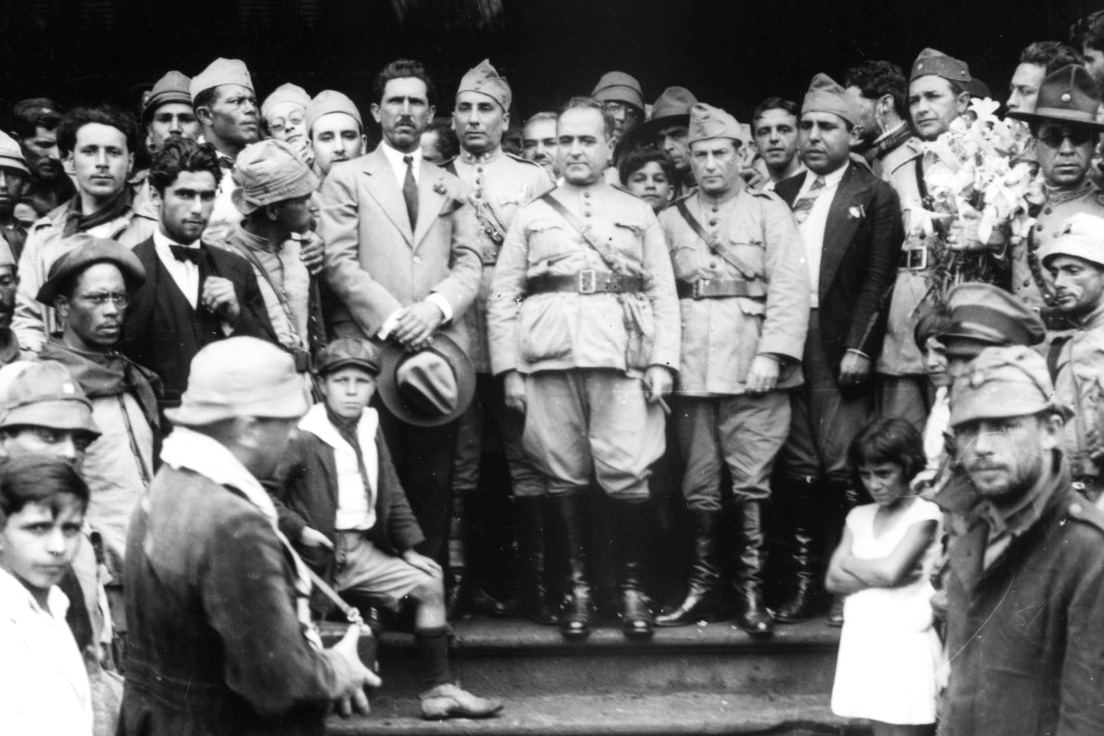
Comitiva de Getúlio Vargas (al centro) en paso por Itararé camino a Río de Janeiro durante la Revolución de 1930, fotografía tomada por Claro Jansson.

El 24 de octubre de 1930, un golpe militar liderado por comandantes militares en Río de Janeiro depuso a Washington Luís y entregó, el 3 de noviembre de 1930, el poder a Getúlio Vargas. Victoria la revolución de 1930, Vargas es nombrado jefe del Gobierno Provisorio y puso fin a la supremacía política de São Paulo y Minas Gerais en el gobierno federal. Entre otras acciones, amnistió a los rebeldes de las revoluciones de 1922 y de 1924, modificó el sistema electoral y creó el Ministerio de Trabajo. Getúlio asumió el poder instalando en Brasil una dictadura: suspendió la constitución y nombró interventores en todos los estados con excepción de Minas Gerais - reforzando el conflicto con São Paulo; disolvió el congreso nacional, los congresos estaduales (cámaras y senados estaduales) y las cámaras municipales.
Además de medidas de centralización política, otras se siguieron dando con relación al control económico por parte del gobierno central: los estados fueron prohibidos de contraer préstamos externos sin autorización del gobierno federal, el monopolio de compra y venta de moneda extranjera se otorgó al Banco do Brasil para así controlar el comercio exterior. El gobierno impuso, además, medidas para controlar los sindicatos y las relaciones laborales y creó instituciones para intervenir en el sector agrícola, como forma de debilitar a los estados.
Júlio Prestes, el presidente Washington Luís y varios otros partidarios de Prestes fueron exiliados a Europa, y los periódicos que apoyaban a Júlio Prestes fueron destruidos (en esa época se decía empastelados), entre ellos, los periódicos paulistanos Folha de S. Paulo, A Plateia y Correio Paulistano, así como los periódicos cariocas A Noite y O Paiz.
Getúlio nombró interventores para el gobierno de los estados y para São Paulo designó al teniente, promovido a coronel por la Revolución de 1930, João Alberto Lins de Barros, a quien la oligarquía paulista trataba peyorativamente como um "forastero y plebeyo" o, incluso, el pernambucano, apodo también adoptado y difundido entre el pueblo paulista.
El Partido Democrático, que apoyara a Vargas en São Paulo, consiguiendo para este el 10% de los votos paulistas en las elecciones del 1 de marzo, no consiguió nombrar al interventor federal en São Paulo. Para el comando de la 2| Región Militar de São Paulo fue designado el general Isidoro Dias Lopes, y para el comando de la Policía Militar del Estado de São Paulo, entonces denominada "Fuerza Pública", fue nombrado el mayor Miguel Costa. Ambos habían intentado derrocar el gobierno paulista en la Revolución de 1924. Miguel Costa había sido expulsado de la Fuerza Pública por causa de sus acciones en 1924. Isidoro Dias Lopes, por su lado, se pasaría para el lado de los paulistas para ser uno de los comandantes de la Revolución de 1932.
Luego de la derrota de São Paulo el 24 de octubre de 1930, cuando triunfó la Revolución de 1930, fue depuesto el presidente en ejercicio de São Paulo Heitor Penteado y el estado pasó a ser gobernado por el gabinete de los cuarenta dias, teniendo al teniente João Alberto como Delegado Militar de la Revolución, formado por prohombres del Partido Democrático. El gabinete de los cuarenta dias renunció debido a las presionse de los tenientes, rompiendo con João Alberto. A partir de la renuncia, São Paulo fue gobernado por interventores federales: el teniente João Alberto Lins de Barros (del 25 de noviembre de 1930 hasta el 24 de julio de 1931); Laudo Ferreira de Camargo (del 25 de julio de 1931 hasta el 13 de noviembre de 1931); coronel Manuel Rabelo (del 13 de noviembre de 1931 hasta el 7 de marzo de 1932); y Pedro de Toledo (del 7 de marzo de 1932 hasta el fin de la Revolución de 1932, el 2 de octubre de 1932). El 23 de mayo de 1932, Pedro de Toledo, fue aclamado por los paulistas como gobernador de São Paulo.
Poco después de que triunfara la Revolución de 1930, el 6 de noviembre de 1930, Luís Carlos Prestes, que conocía a João Alberto desde el tiempo de la Columna Prestes, lanzó um manifiesto donde decía textualmente:

Brasileiros: Livrai-vos da desonestidade de um João Alberto !
Brasileños: Libraos de la deshonestidad de un João Alberto!
Luís Carlos Prestes

Y el teniente João Cabanas, uno de los jefes de la Revuelta de 1924 y revolucionaro de 1930, en su libro Fariseus da Revolução (en español: "Fariseos de la Revolución), de 1932, definió así al teniente João Alberto:

João Alberto serve como exemplo: se, como militar, merece respeito, como homem público não faz jus ao menor elogio. Colocado, por inexplicáveis manobras e por circunstâncias ainda não esclarecidas, na chefia do mais importante estado do Brasil, revelou-se de uma extraordinária, de uma admirável incompetência, criando, em um só ano de governo, um dos mais trágicos confusionismos de que há memória na vida política do Brasil, dando também origem a um grave impasse econômico (déficit de 100 000 contos), e a mais profunda impopularidade contra a "Revolução de Outubro".. e ter provocado no povo paulista, um estado de alma equívoco e perigoso. Nossa história não registra outro período de fracasso tão completo como o do "Tenentismo inexperiente"!.
João Alberto sirve como ejemplo: si, como militar, merece respeto, como hombre público no merece el menor elogio. Colocado, por maniobras inexplicables y por circunstancias aún no esclarecidas, en la jefatura del más importante estado del Brasil, se reveló de una extraordinaria, de una admirable, incompetencia, creando, en sólo un año de gobierno, una de las más trágicas confusiones de que existe memoria en la vida política del Brasil, dando también origen a un grave problema económico (déficit de 100,000 millones de reis), y la más profunda impopularidad contra la "Revolución de OCtubre"... y haber provocado en el pueblo paulista, un estado de alma equívoco y peligroso. Nuestra historia no registra otro periodo de fracaso tan completo como el del "Tenentismo inexperto"
João Cabanas

### Revuelta paulista

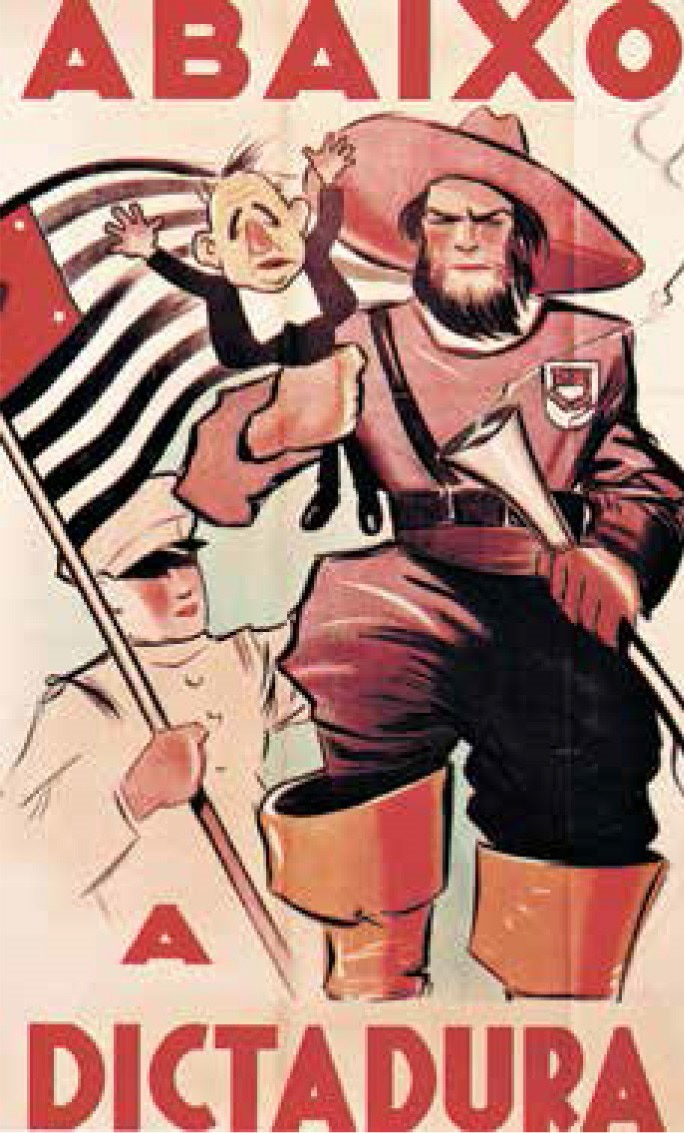
Panfleto del movimiento contra la dictadura getulista.

En 1932, la irritación de los paulistas contra Getúlio Vargas no disminuyó con el nombramiento del paulista Pedro de Toledo como interventor del estado, ya que tanto este como Laudo Ferreira de Camargo (que había renunciado por causa de la interferencia de los tenientes en el governo) no conseguían autonomía para gobernar. La primera gran manifestación de los paulistas fue un gran mitin en la Praça da Sé el día del aniversario de São Paulo, el 25 de enero de 1932, con una asistencia estimada de 200,000 personas. En mayo de 1932, se dieron varias manifestaciones constitucionalistas. Las interferencias de la dictadura en el gobierno de São Paulo eran constantes, no permitiendo que los interventores formen libremente su gabinete ni al jefe de polícia de São Paulo. Pedro de Toledo no gobernaba en los hechos, las interferencias de Miguel Costa, Osvaldo Aranha, João Alberto Lins de Barros, Manuel Rabelo y Pedro Aurélio de Góis Monteiro eran constantes. El político Paulo Nogueira Filho describe a João Alberto Lins de Barros y a Miguel Costa como personas que "se comportaban como donatários de São Paulo".
Desde 1931, Júlio Prestes creía que la situación de la dictadura estaba haciéndose insostenible y declaró desde el exilio e Portugal:

O que não compreendo é que uma nação, como o Brasil, após mais de um século de vida constitucional e liberalismo, retrogradasse para uma ditadura sem freios e sem limites como essa que nos degrada e enxovalha perante o mundo civilizado!
Lo que no comprendo es que una nación, como el Brasil, luego de más de un siglo de vida constitucional y liberalismo, retrocediese hacia una dictadura sin frenos y sin límites como esa que nos degrada y avergüenza frente al mundo civilizado
Júlio Prestes

El Partido Republicano Paulista y el Partido Democrático de São Paulo, que antes apoyaban la Revolución de 1930, se unieron, en febrero de 1932, en el "Frente Único" para exigir el fin de la dictadura del Gobierno Provisional y una nueva constitución. Así, São Paulo entero estaba contra la dictadura. Los paulistas consideraban que su estado estaba siendo tratado por el Gobierno Federal, que decía ser un "Gobierno Provisional", como una "tierra conquistada", expresión de autoría de Leven Vanpré, gobernada por tenientes de otros estados y sentían, según afirmaban, que la revolución de 1930 fue hecha "contra" São Paulo, ya que Júlio Prestes había tenido el 90% de los votos paulistas en 1930.
Todavía en mayo de ese año, contrariando la directiva de Getúlio Vargas y por presión de la población paulista, el "Frente Único Paulista" articuló la formación de un nuevo gabinete junto al interventor, formado exclusivamente por nombres paulistas, defensores de la bandera de la reconstitucionalización y de la autonomía estadual. El día 22 de mayo de 1932, Getúlio Vargas envió a Oswaldo Aranha a São Paulo, con la misión de detener esa reforma e imponer al interventor paulista un gabinete conveniente a los intereses del Gobierno Vargas. Sabiendo eso, la población paulista se anticipó y realizó una gran protesta entre los días 22 y 23 de mayo para demostrar su repudio a la visita de Aranha y al propio Gobierno Federal. La presión popular arruinó la misión de Oswaldo Aranha, dando como resultado que la propuesta del Frente Único Paulista se mantuviera. El gabinete estuvo formado por los siguientes nombres: Valdemar Ferreira, en la Secretaría de Justicia e Seguridad Pública; Francisco da Cunha Junqueira, en la Secretaría de Agricultura, Industria y Comercio; Francisco Emygdio da Fonseca Telles, en la Secretaría de Transporte y Obras Públicas; Thyrso Queirolo Martins de Sousa, como Jefe de la Policía del Estado de São Paulo; José Rodrigues Alves Sobrinho, en la Secretaría de Educación y Salud Pública; Joaquim Sampaio Vidal, en el Departamento de Administración Municipal; y Paulo de Morais Barros, en la Secretaría de Hacienda.
Con todo, todavía el 23 de mayo de 1932, durante una manifestación en el centro de la ciudad de São Paulo, cinco jóvenes fueron asesinados a tiros por miembros del Partido Popular Paulista (pocos meses antes denominado "Legión Revolucionaria"), una organización política y militar creada por João Alberto Lins de Barros y por Miguel Costa que servía como soporte en São Paulo del régimen de Getúlio Vargas. Ese fue uno de los detonantes para la revuelta armada que estallaría la noche del 9 de julio de aquel año.
Pedro de Toledo, con el apoyo del pueblo, consiguió ese 23 de mayo de 1932, montar un gabinete de su libre designio (que fue conocido como el "Gabinete del 23 de mayo") y romper definitivamente con el Gobierno Provisional. El día 23 de mayo es conmemorado en São Paulo como el día del soldado constitucionalista. La muerte de los jóvenes dio origen a un movimiento de oposición que se hizo conocido como MMDC, posteriormente llamado de manera oficial MMDCA: Martins (Martins); Euclides Bueno Miragaia (Miragaia); Dráusio Marcondes de Sousa (Dráusio); Antônio Américo Camargo de Andrade (Camargo); y Orlando de Oliveira Alvarenga (Alvarenga).
El M.M.D.C. fue organizado como una sociedad secreta el 24 de mayo de 1932, habiendo sido lanzado durante una cena en el restaurante Posilipo, por Aureliano Leite, Joaquim de Abreu Sampaio Vidal, Paulo Nogueira y Prudente de Moraes Neto, entre otros. Inicialmente, la sociedad fue llamada "Guarda Paulista", pero luego fue acordada como M.M.D.C., en homenaje a los jóvenes muertos el 23 de mayo. El 10 de agosto, el Decreto N.º. 5.627-A del gobierno del estado oficializó la entidad, cuya dirección fue entregada a un colegiado presidido por Waldemar Martins Ferreira, secretario de Justicia, y como superintendente, Luís Piza Sobrinho. El M.M.D.C. se instaló en la Facultad de Derecho y luego fue transferido para el antiguo fórum, en la rúa do Tesouro, y después para el edificio de la Escuela de Comercio Álvares Penteado.
Ese hecho llevó a la unión de diversos sectores de la sociedad paulista alrededor del movimiento de constitucionalización que se inició en enero de 1932. En este movimiento, liderado por el M.M.D.C., se unieron el PRP y el Partido Democrático, reconocidos por el Gobierno Federal como sectores de la oligarquía, que pretendían el regreso de la supremacía paulista y del PRP al poder y querían, también, llevar al poder al candidato de los paulistas, Júlio Prestes, presidente electo que no pudo tomar posesión del cargo por la revolución de 1930.
Según la socióloga Aspásia Camargo, en un artículo para el periódico O Estado de S. Paulo, en un texto conmemorativo de los sesenta años de la Revolución Constitucionalista de 1932, publicado el 9 de julio de 1992, el constitucionalismo paulista resultó de un conflicto entre dos concepciones de democracia: la Democracia Social y la Democracia Liberal. Para Getúlio Vargas y los tenientes, la democracia liberal formal era un engaño al igual que el liberalismo brasileño. Para los paulistas, según Aspásia, principalmente para su oligarquía, la democracia social era un caso policial. Esa acusación contra los paulistas de que, en São Paulo, "cuestión social es cuestión de policía", se debe a una distorsión de una frase del presidente Washington Luís por parte de sus adversários. La frase que Washington Luís pronunció fue la siguiente:

A agitação operária é uma questão que interessa mais à ordem pública do que à ordem social, representa o estado de espírito de alguns operários, mas não de toda a sociedade!
La agitación obrera es una cuestión que interesa más al orden público que al orden social, representa el estado del espíritu de algunos obreros, más no de toda la sociedad.
Washington Luís

Se comenzó, entonces, a tramar un movimiento armado previendo la caída de Getúlio Vargas bajo la bandera de la proclamación de una nueva constitución para el Brasil. Desde su inicio, la revolución de 1932 contó con el apoyo decisivo de la masonería paulista, a través de sus líderes y miembros como Pedro de Toledo, Júlio de Mesquita Filho, Armando de Sales Oliveira, Ibrahim de Almeida Nobre y otros.
El 9 de julio, Getúlio Vargas ya había establecido elecciones para una Asamblea Nacional Constituyente (las elecciones fueron convocadas en febrero de 1932) y ya había nombrado un interventor paulista - las dos grandes exigencias de São Paulo. Sin embargo, la interferencia del Gobierno Federal y de los tenientes en São Paulo continuaba siendo fuerte. Los tenientes del Club 3 de octubre eran contrarios a la instalación de una asamblea constituyente, habiendo sus representantes entregado a Getúlio Vargas, el 3 de marzo de 1932, en Petrópolis, un manifiesto contrário a la constituyente, en el cual dieron su total apoyo a la dictadura y en el cual se manifestaron en contra a una nueva constitución.
Estos actos del Gobierno Provisional, sin embargo, no evitaron el conflicto ya que el PRP, ahora unido a su rival el Partido Democrático paulista, anhelaba volver a dominar la política nacional como hacía anteriormente, dar una constitución al Brasil y terminar con las interferencias de la dictadura en el gobierno de São Paulo. Era especialmente humillante para São Paulo el nombramiento del mayor Miguel Costa como comandante de la Policía Militar de São Paulo, entonces llamada "Fuerza Pública" ya que pois Miguel Costa había sido expulsado de ella en 1924 por intentar derrocar al gobierno paulista en la Revolución de 1924.
El médico-combatiente de la revolución de 1932, Ademar de Barros, quien luego gobernaría el estado de São Paulo en tres oportunidades, explicó en Santos, en 1934, las razones de la revolución de 1932:

São Paulo levantou-se em armas em 9 de julho de 1932 para livrar o Brasil de um governo que se apossaria de sua direção por efeito de uma revolução… e se perpetuava indefinidamente no poder, esmagando os direitos de um povo livre.. e que trazia o sempre glorioso São Paulo debaixo das botas e do chicote do senhor!
São Paulo se levantó en armas el 9 de julio de 1932 para librar al Brasil de un gobierno que tomó su dirección por efecto de una revolución... y se perpetuaba indefinidamente en el poder, ignorando los derechos de un pueblo libre... y que raía al siempre glorioso São Paulo bajo las botas y el chicote del amo.
Ademar de Barros

## Conflicto armado
El levantamiento armado estalló en la ciudad de São Paulo a las ocho horas y treinta minutos de la noche del 9 de julio de 1932 con la participación de la Fuerza Pública de São Paulo, las unidades de la 2° Región Militar del Ejército y grupos civiles armados. El telegrama enviado por el entonces comandante general de la Fuerza Pública, coronel Júlio Marcondes Salgado al general Bertoldo Klinger, Comandante Supremo del Ejército Constitucionalista, al día siguiente al inicio de la revolución, da detalles de las circunstancias en que ocurrió aquel evento político y militar:

General KLINGER — Campo Grande — Radiogramma de São Paulo (C. Elyseos) — N.29. — Pls. 100. Data: 10/VII/32. Horas: Onze e trinta.
Irrompeu movimento hontem vinte e trinta tornando-se triumphante dentro poucas horas. Comquanto ficasse combinado iniciativa movimento cabia guarnição federal, teve elle inicio mediante acção conjugada Exercito, Força Publica e milicas civis, dentro da melhor harmonia e vibração civica. Não houve resistencia alguma. Collaboraram modo saliente General Izidoro e Coroneis Euclydes Figueiredo e Palimercio Rezende. Tropas Exercito e Força Publica seguem direcção Cruzeiro. Governo paulista inteiramente integrado movimento constitucionalidade. Peço avisar hora provavel sua chegada São Paulo e dar informações sobre movimento tropas guarnição Matto Grosso. Respeitosas saudações. (a) JULIO SALGADO, commandante.
General KLINGER — Campo Grande — Radiograma de São Paulo (C. Elyseos) — N.29. — Pls. 100. Fecha: 10/VII/32. Horas: Once y treinta.
Inicio movimiento ayer veinte y treinta siendo triunfante en pocas horas. Aunque habíase acordado inicia movimiento de guarnición federal, iniciése acción conjunta Ejército, Fuerza Pública y milicias civiles, dentro de mejor armonía y vivacidad cívica. No hubo resistencia alguna. Colaboraron forma destacada generalIzidoro y coroneles Euclydes Figueiredo y Palimercio Rezende. Tropas Ejército y Fuerza Pública siguen dirección Cruzeiro. Gobierno paulista totalmente integrado movimiento constitucionalidad. Pido avisar hora probable su llegada São Paulo y dar información sobre movimiento tropas guarnición Matto Grosso. Respetuosos saludos. (a) JULIO SALGADO, comandante.
Júlio Marcondes Salgado

El levantamiento iniciado en la capital paulista implicó la toma de las principales estaciones ferroviarias, cuarteles, edificios públicos, la compañía telefónica, la sede de correos y telégrafos, las principales estaciones de telégrafos, la Radio Educadora Paulista, la Radio Record PRA-R y la Radio Cruzeiro do Sul, además de la sede de los principales periódicos paulistanos. En las primeras horas del movimiento armado se dio la toma de la guarnición del aeródromo Campo de Marte, del cuartel de la 4° R.I. ubicado en Quitaúna y de la sede de la 2.ª Región Militar, entonces ubicado en la Chácara do Carvalho, no obstante, no hubo resistencia de esas guarniciones gracias a la adhesión de las tropas restantes de aquel Ejército que hasta entonces no habían participado en las conspiraciones para el levantamiento. El mismo día también hubo repercusión en varias localidades del interior del estado de São Paulo, con la toma por parte de los revolucionarios de las posiciones estratégicas para garantizar el pleno control del estado como puentes, puertos, aeródromos y carreteras de acceso al estado. Al día siguiente, el levantamiento también se dio en el entonces estado de Mato Grosso, con la adhesión de casi la totalidad de la Circunscripción Militar de Mato Grosso y de la Fuerza Pública Matro-grossense. En los días siguientes, también hubo movilización rebelde en Río Grande del Sur.
Cuando lanzaron el levantamiento revolucionario, los revolucionarios paulistas creían contar con el apoyo de otros estados, en particular Minas Gerais, Río Grande del Sur y el entonces estado de Mato Grosso, para deponer a Getúlio Vargas y formar una junta provisional que gobernase el país hasta las elecciones a la Asamblea Constituyente, previstas para el 3 de mayo de 1933. Los revolucionarios suponían en su plan que sólo a través de la coerción, representada por el tamaño de la coalición política y militar del movimiento, Getúlio Vargas se vería obligado a dimitir, ya que se daría cuenta de que cualquier resistencia era inútil. Por lo tanto, pensaban que las fuerzas revolucionarias simplemente marcharían hacia Río de Janeiro, entonces capital federal, sin enfrentar ninguna resistencia significativa.
En São Paulo, Pedro de Toledo, entonces interventor del Estado, consiguió el apoyo popular y fue aclamado por el pueblo como gobernador de São Paulo y comandante civil de la Revolución Constitucionalista. La Junta Revolucionaria llamó al pueblo paulista a luchar contra la dictadura. La Junta Revolucionaria contaba con Francisco Morato del Partido Democrático, Antônio de Pádua Sales del Partido Republicano Paulista y los generales Bertoldo Klinger e Isidoro Dias Lopes. El coronel Euclydes Figueiredo asumió interinamente el mando de la 2° Región Militar.
Se alistaron 200 000 soldados y se estima que 60 000 de ellos lucharon realmente en las filas del Ejército Constitucionalista. En el estado de São Paulo, la Revolución de 1932 contó con un gran contingente de voluntarios civiles y militares y con el apoyo de políticos de otros estados, antiguos partidarios de la Revolución de 1930, como, en Río Grande del Sur, Raul Pilla, Borges de Medeiros, João Batista Luzardo, Glicério Alves y João Neves da Fontoura, entre otros, que formaron el Frente Único Río-Grandense, y que intentaron iniciar una revuelta, pero fueron capturados (excepto Batista Luzardo, que consiguió escapar) y exiliados por el interventor de Río Grande del Sur.
En el actual Mato Grosso del Sur, se formó un estado independiente llamado Estado de Maracaju, que apoyó a São Paulo. En Minas Gerais, la revolución de 1932 recibió el apoyo del expresidente Artur Bernardes, que también acabó en el exilio. São Paulo esperaba el apoyo del interventor de Río Grande del Sur, el estado mejor armado, pero éste decidió en el último momento no enviar tropas para apoyar a São Paulo, sino para combatir a los paulistas.
Cuando comenzó la sublevación, multitudes salieron a las calles en su apoyo. Las tropas paulistas fueron enviadas a los frentes de todo el estado. Pero las tropas federales eran más numerosas y estaban mejor equipadas. Se utilizaron aviones para bombardear ciudades del interior de São Paulo. Cuarenta mil hombres de São Paulo se enfrentaron a un contingente de cien mil soldados. Los planes paulistas preveían un movimiento rápido y fulminante hacia Río de Janeiro a través del Valle del Paraíba, con la retaguardia asegurada por el apoyo que prestarían los demás estados.
Sin embargo, al no sumarse los demás estados, el plan de São Paulo no se materializó: Río Grande del Sur y Minas Gerais fueron obligados por Getúlio Vargas a permanecer a su lado y la publicidad de las pretensiones separatistas del movimiento llevó a São Paulo a encontrarse sola, con el apoyo de apenas unas tropas de Mato Grosso, frente al resto de Brasil.  Comandadas por Pedro de Toledo, aclamado gobernador revolucionario, y por el general Bertoldo Klinger, las tropas paulistas se encontraron luchando en tres grandes frentes: el Valle del Paraíba, el sur y el este del estado de São Paulo. El estado, a pesar de contar con más de cuarenta mil soldados, estaba en desventaja al encontrarse en medio de un gran asedio militar. Como sus fronteras estaban cerradas, no había forma de introducir más armas en el conflicto desde fuera del país. Así que muchos voluntarios llevaron sus armas personales y los ingenieros de la Escuela Politécnica del Estado (hoy EPUSP) y del Instituto de Investigaciones Tecnológicas (IPT) comenzaron a desarrollar armas que serían producidas por el propio estado para abastecer a las tropas. Un barco que traía armas de Estados Unidos para las tropas paulistas fue incautado por la Marina de Brasil.
El 13 de julio de 1932, Ibrahim Nobre pronunció el siguiente discurso en las emisoras de radio de São Paulo, que fue transcrito en los periódicos el mismo día bajo el título ¡Ha llegado la hora, la hora física de nuestra fe brasileña!, instando a la población de São Paulo a involucrarse en la Revolución que había estallado pocos días antes.  En su totalidad:

Até que emfim, minha Terra! Chegou a nossa hora, a hora physica da nossa Fé brasileira! Lembram-se, meus Patricios? Lembram-se quando nós abrimos os braços e as portas, em outubro de 30, áquellas fanfarras de uma linda mentira? Lembram-se daquelle "estellionato cívico"? Lembram-se das nossas ruas, das nossas coisas, da nossa vida, daquella grande vergonha que nos trazia de cabeça baixa e que nos punha na alma uma vontade doida de morrer? Ah! Vocês não podem ter-se esquecido, que a lembrança ahi ficou entre ecchymoses e cicatrizes. Não há optar entre hontem e hoje, entre 30 e 32, entre o ultrage e o pundonor, entre a causa e a consequência. O que ahi vae pelas ruas, ao lar, na fronteira, no frêmito de todas as cousas, são apenas estilhaços da nossa alma. São Paulo hoje é um soldado só. De pé e em armas. Sem desfallecimento. Sem discussão. Nós vamos para a frente, nós marchamos para o Rio de Janeiro, custe o que custar. Por Deus do céu! Nós defendemos uma causa. Não pleiteamos uma cousa. E’ a lucta da luz contra a treva; do bem contra o mal; do sol contra a o miasma; de Jesus contra Lenine. Nós somos o lar, a religião, a tradição, o passado, o futuro, o sangue! Brasileiramente – Catholicamente. Dizem que somos separatistas. Mas, como separatismo, quando defendermos o Brasil, quando nós nos encaminhamos para o Rio para sanear o Cattete? Por que separatismo, si conclamamos o Sul, o Norte, o Centro, o pobre e o rico, o operário e o patrão, o Exército e a Armada, para a liberdade commum? Si luctamos contra a Dictadura, que não nos feriu somente a nós, mas ludibriou a Nação inteira e enxovalhou a nossa História e aviltou a nossa Civilização? Si nós queremos restituir á Patria, a Constituição e o Decôro? A dictadura sim! Essa pretendeu, essa fez tudo e tudo faz para separar-nos do bloco, da unidade. Humilhou-nos, invadiu-nos, empobreceu-nos, retalhou o nosso território, fez de nós uma excepção odiosa, transformando-nos ao leprosário das suas próprias masellas. Fez tudo! Nada conseguiu! Não se arranca de um organismo o próprio coração. E você, São Paulo, é o coração do Brasil! E’ por isso que estamos de pé! Arma na mão. Alma no peito. Si mal nos fizeram, nós só poderíamos perdoar. Si os irmãos nos abandonarem, seguiremos sozinhos e iremos até o fim. De qualquer geito. Tudo pode falhar, mas São Paulo nunca. Há sete milhões de creaturas empenhadas na lucta. Podem as nossas mãos estar chagadas da crucificação; e a nossa fronte pode estar ulcerada de espinhos; e a nossa túnica retalhada e alanceado o nosso flanco. Que importa Maior é a gloria quanto mais rude é o Calvário! Deram-nos tudo isso, mas, em troca, daremos o nosso sangue, para a redempção do peccado commum. São Paulo só pode dar ao Brasil, aquillo que nunca lhe negou: as mãos, a fé, a alma, o oiro, o inteiro coração. Nós queremos tanto bem a nossa Terra! Uma oração minha queridas Patrícias, pelo êxito das nossas armas e pela vida dos nossos soldados. E você, meu rapaz, você que me está escutando, ahi, junto da sua gente, você já se alistou?
¡Hasta que por fin, mi Tierra! Ha llegado nuestra hora, ¡la hora física de nuestra fe brasileña! ¿Recuerdan, mis Patricios? ¿Recuerdan cuando abrimos los brazos y las puertas, en octubre de 1930, a aquellas fanfarrias de una bella mentira? ¿Recuerdan aquel "estelionato cívico"? ¿Os acordáis de nuestras calles, de nuestras cosas, de nuestra vida, de aquella gran vergüenza que nos abatió y nos dio ganas de morir? ¡Ah! No se pueden haber olvidado, el recuerdo está ahí entre moretones y cicatrices. No hay elección entre ayer y hoy, entre el 30 y el 32, entre la indignación y el pundonor, entre la causa y la consecuencia. Lo que va por las calles, en nuestras casas, en la frontera, en el frenesí de todas las cosas, son sólo fragmentos de nuestra alma. São Paulo es hoy un solo soldado. De pié y armado. Sin desfallecer. Sin discutir. Vamos para el frente, marchamos hacia Río de Janeiro, cueste lo que cueste. ¡Por Dios en el cielo! Estamos defendiendo una causa. No estamos suplicando por algo. Es la lucha de la luz contra las tinieblas; del bien contra el mal; del sol contra el miasma; de Jesús contra Lenin. ¡Somos el hogar, la religión, la tradición, el pasado, el futuro, la sangre! Brasileñamente - católicamente. Dicen que somos separatistas. ¿Pero cómo podemos ser separatistas cuando defendemos al Brasil, cuando nos encaminamos hacia Río para limpiar Catete? ¿Por qué separatismo, cuando llamamos al Sur, al Norte, al Centro, al pobre y al rico, al obrero y al patrón, al Ejército y a la Marina, por la libertad común? ¿Si luchamos contra la dictadura, que no sólo nos ha perjudicado a nosotros, sino que ha engañado a toda la nación, avergonzado nuestra historia y degradado nuestra civilización? ¿Si queremos restaurar la Patria, la Constitución y la Decencia? ¡La dictadura sí! Ella quiso e hizo todo y hace todo para separarnos del bloque, de la unidad. Nos ha humillado, nos ha invadido, nos ha empobrecido, ha destrozado nuestro territorio, nos ha convertido en una excepción odiosa, convirtiéndonos en un leprosario  de sus propias enfermedades morales. Lo ha hecho todo. No consiguió nada. No se puede cortar el corazón de un organismo. ¡Y tú, São Paulo, eres el corazón de Brasil! ¡Por eso estamos de pie! Arma en mano. El alma en el pecho. Si nos han hecho mal, sólo podemos perdonar. Si nuestros hermanos nos abandonan, iremos solos y llegaremos hasta el final. Pase lo que pase. Todo puede fallar, pero São Paulo nunca. Hay siete millones de criaturas comprometidas en la lucha. Nuestras manos pueden estar doloridas por la crucifixión; y nuestra frente puede estar ulcerada por las espinas; nuestra túnica puede estar hecha jirones y desgarrado nuestro flanco. ¿Qué importa? ¡Mayor es la gloria cuanto más difícil es el Calvario! Nos dieron todo esto, pero a cambio daremos nuestra sangre para la redención del pecado común. São Paulo sólo puede dar a Brasil aquello que nunca le negó: sus manos, su fe, su alma, su oro, su corazón entero. ¡Amamos tanto a nuestra Patria! Una oración, mis queridas Patrícias, por el éxito de nuestras armas y por la vida de nuestros soldados. Y tú, muchacho mio, tú que me estás escuchando, ahí, junto a tu gente, ¿ya te alistaste?
Portada de "A Gazeta", 2ª edición del 13 de julio de 1932.

El 23 de julio de 1932, durante ensayos con un nuevo  testes com um novo mortero diseñado por los ingenieros de la Escuela Politécnica de São Paulo, un accidente mató al entonces comandante de la Fuerza Pública, coronel Júlio Marcondes Salgado y también al mayor de esa misma corporación, José Marcelino da Fonseca. El teniente-coronel Herculano de Carvalho e Silva tuvo que asumir posteriormente el comando de la institución.
Una de las armas más sofisticadas fabricada por la industria paulista fueron los trenes blindados que fueron. utilizados en los denominados sectores este, norte y sur de combate. São Paulo creó una moneda propia, que fue falsificada por el Gobierno Vargas y distribuida en la capital paulista para desestabilizar la economía del estado. El dinero paulista estaba respaldado por oro recolectado en la campaña "Oro para el bien de São Paulo", también llamada "Oro para la victoria". Debido a la falta de munición, los paulistas inventaron y pasaron a usar un aparato que imitaba el sonido de las ametralladores llamado "matraca".
La masonería paulista tuvo una participación activa en el movimiento constitucionalista de 1932 a través de sus logias y sus miembros como Pedro de Toledo, interventor, Júlio de Mesquita Filho director del periódico "O Estado de S. Paulo" y el poeta Ibrahim Nobre entre otros.
El movimiento contó con la contribución de muchas mujeres voluntarias en diversos servicios en beneficio de las tropas como, por ejemplo, enfermería, servicios administrativos, confección de uniformes militares, producción de alimentos, entre otros. Una de las más notorias voluntarias en los servicios de salud de las tropas paulistas fue la médico Carlota de Queiroz, responsable de haber organizado y liderado un grupo de setecientas mujeres para garantizar la asistencia a los heridos. Con todo, hubo casos de mujeres que se hicieron voluntarias para actuar en las trincheras paulistas como soldados  como Maria Sguassábia, profesora de escuela rural primária em São João da Boa Vista. A lo largo del conflicto, Sguassábia llegó a ser ascendida a sargento debido a sus actos en el campo de batalla. Era integrante de la Columna Romão Gomes, habiendo actuado en el llamado "sector este" en la región de Campinas.
Hubo una actividad intensa a través de la radio, una novedad en la época, destacándose César Ladeira de Rádio Record. Se usó mucha propaganda y contra-propaganda ideológica por parte del Gobierno Federal, que acusaba a São Paulo de estar en las manos del fascismo italiano traído por los inmigrantes. Brasileños de otras regiones eran reclutados por la dictadura para combatir a São Paulo, bajo la justificación de que el estado se quería separar del Brasil. La dictadura colocaba agentes infiltrados en reuniones y mítines en São Paulo, que predicaban el derrotismo y el desánimo en la población.
Un acto bárbaro ocurrido durante la Revolución de 1932 se dio en la ciudad de Cunha, cuando las tropas federales torturaron y mataron al agricultor Paulo Virgínio por negarse a decir dónde estaban las tropas paulistas. Paulo Virgínio fue obligado a cavar su propia tumba y murió gritando:

Morro mas São Paulo vence!
Muero pero São Paulo vence!
Paulo Virgínio

Paulo Virgínio, junto con los jóvenes del MMDC, está enterrado en el punto central del Mausoleo de Ibirapuera e fue homenajeado al ponerle su nombre a la carretera SP-171, que cruza la región donde fue asesinado, el Valle de Paraíba. 
Otro episodio que quedó marcado como ejemplo de coraje y determinación por la causa durante el conflicto fue el ocurrido con el capitán del Ejército Constitucionalista del sector norte, Manuel de Freitas Novaes Neto. Durante una misión en los alrededores de Queluz, ciudad ya tomada por las fuerzas adversarias, fue apresado por un sargento del Ejército Federal que le habría dicho en el acto:  "¡Ríndase paulista!". A pesar de eso, el capitán paulista al resistirse al arresto dijo:

Um Paulista morre, mas não se rende!
¡Un paulista muere, pero no se rinde!
Manuel de Freitas Novaes

Al avanzar contra el sargento federal, fue fusilado en el acto. Rescatado aún ocn vida por una patrulla paulista de las proximidades, murió horas después en la Santa Casa de Misericórdia de Cruzeiro. La muerte del "capitão Neco", como era conocido en su ciudad natal, causó conmoción tanto entre los paulistas como en el Ejército Federal donde también era apreciado. Fue sepultado en el cementerio particular de su familia en la Hacienda Boa Vista, en Cruzeiro. El 5 de julio de 1962, sus restos mortales fueron trasladados para el Mausoleo al Soldado Constitucionalista de 1932 en el Obelisco del Parque Ibirapuera.

### Separatismo
Entre los grupos que formaban la dirección de la Revolución Paulista había separatistas que querían la independencia de São Paulo como república soberana o la formación de una federación en la que los estados adquiriesen soberanía (confederación). Entre los principales partidarios del separatismo estaban el presidente del Tribunal de Justicia, Costa Manso, los escritores José Alcântara Machado y Monteiro Lobato y el historiador Alfredo Ellis Jr.
Monteiro Lobato, en particular, fue quien más documentos e informes dejó sobre el deseo de independencia de los paulistas. El 10 de agosto, tras un mes de conflicto, el célebre escritor envió una emotiva carta a Waldemar Ferreira, uno de los líderes de la revolución, en la que hacía balance de la crítica situación en la que se encontraba São Paulo, comentando a su amigo que "está lo que dice la boca y está lo que siente el corazón. Mi boca dice lo que todo el mundo dice en este momento, pero mi corazón, y tal vez el corazón de todo São Paulo, siente lo que está escrito en las tiras adjuntas". Y lo que expresaba el corazón de Lobato se tradujo en un texto titulado "La defensa de la victoria de São Paulo", en el que dejaba claro que, para el pueblo de São Paulo, sólo había dos caminos: la hegemonía o la separación.

Após a vitória de São Paulo, na campanha ora empenhada, se faz mistér que seus dirigentes não se deixem embalar pelas ideias sentimentais de brasilidade, irmandade e outras sonoridades.[...] Ou São Paulo desarma a União e arma-se a si próprio, de modo a dirigir doravante a política nacional a seu talento e em seu proveito, ou separa-se.[...] Trata-se de uma guerra de independência disfarçada em guerra constitucionalista...
Después de la victoria de São Paulo en la campaña en curso, es importante que sus líderes no se dejen adormecer por ideas sentimentales de brasileñidad, fraternidad y otras sonoridades[...] O São Paulo desarma a la Unión y se arma para poder dirigir en adelante la política nacional con su propio talento y en su propio beneficio, o se separa[...] Esta es una guerra de independencia disfrazada de guerra constitucionalista...'
Monteiro Lobato

Monteiro Lobato, admirador de Washington Luís, apoyó la candidatura de Júlio Prestes, que, como presidente de São Paulo, realizaría exploraciones petroleras en territorio paulista, habiendole escrito, el 28 de agosto de 1929, una carta de apoyo en que decía:

Sua política na presidência significará o que de mais precisa o Brasil: continuidade administrativa!
Su política en la presidencia significará lo que más necesita Brasil: continuidad administrativa'
Monteiro Lobato

La gigantesca campaña por la adhesión de las masas a las causas revolucionarias, al basarse en la exaltación de valores regionales, terminaba reforzando los argumentos separatistas, una idea que había estado presente en São Paulo durante toda su historia. Retratando la síntesis de esa paradoja, Mário de Andrade regsit´ro que el lema "Todo por São Paulo" – que estaba presente en banderas, vehículos y en los quepís de los soldados - era la "única unanimidad" en aquellos agitados días de 1932. Definitivamente, fue "por São Paulo" – y no por Brasil – que tantos hombres y mujeres se sacrificaron. Luego del armisticio, el autor manifestó a su amigo mineiro Carlos Drummond de Andrade el resentimiento que dominaba su alma:

No momento, eu faria tudo, daria tudo para São Paulo se separar do Brasil.
En este momento, haría cualquier cosa, daría cualquier cosa para que São Paulo se separara de Brasil.
Mário de Andrade

De hecho, el Gobierno Provisional especuló inicialmente con la posibilidad de que existiera un objetivo de secesión del estado de São Paulo del resto de Brasil. Sin embargo, tal objetivo entre los líderes revolucionarios nunca se demostró fiable. No obstante, Getúlio Vargas aprovechó el argumento del separatismo, utilizándolo eficazmente en su estrategia de propaganda política para ganar aliados, voluntarios y rechazo popular en el resto del país contra el movimiento revolucionario articulado por los paulistas.

### Frentes de combate

#### Sector norte
El Valle del Paraíba, denominado por las tropas paulistas como el "sector norte" de combate, era el principal acceso hacia el estado de Río de Janeiro y era visto por ellos como el principal teatro militar del conflicto. El plan de esas tropas preveía la toma de la ciudad fluminense de Resende, en espera de la adhesión de las tropas mineiras del Ejército y de la Fuerza Pública Mineira (actual Polícia Militar do Estado de Minas Gerais) y, por fin, una rápida marcha en dirección a la ciudad de Río de Janeiro, entonces capital del país, para el derrocamiento de Getúlio Vargas. Por ello, las tropas paulistas tardaron en avanzar hacia su objetivo, con la esperanza de que los habitantes de Minas Gerais y otros estados se les unieran. Sin embargo, las tropas mineiras se unieron a las fuerzas federales y pronto pasaron a la ofensiva contra las tropas paulistas que se vieron obligadas a defender su propio territorio de los federales, improvisando una línea defensiva de trincheras en las fronteras de los estados de Minas Gerais y Río de Janeiro.
O avanço das tropas paulistas pelo Vale do Paraíba ocorreu logo nos dias seguintes à deflagração do levante, para garantir o controle do estado, conforme depoimento do coronel Odilon Aquino de Oliveira, então comandante da 1.ª Cia do 5.º Batalhão da Força Pública do Estado de São Paulo e que fez parte daquela ação militar:

Chegando a Cachoeira com 400 homens, recebi ordem de parar e tomar posição, dentro de um plano defensivo que ia dos contrafortes da Mantiqueira, em Cachoeira, passando por Cunha, até o litoral, deixando o Tunel e boa parte do território paulista à mercê dos ditatoriais. Autorizado a estabelecer postos avançados em Jataí, a quatro quilômetros adiante, fui além quase cem quilômetros. Ocupei com minha tropa Areias e São José dos Barreiros e transpus em alguns pontos os limites do Estado do Rio. Em São José dos Barreiros, em frente ao "Clube dos 200", a 3.a Cia do meu batalhão, sob comando do valente capitão Francisco Freitas Borges, teve o primeiro contacto com as tropas ditatoriais, representadas por batedores do 1.o R.C.D., desferindo-se ali o primeiro tiro da memorável epopeia, no dia 12 de julho.
Al llegar a Cachoeira con 400 hombres, recibí la orden de detenerme y tomar una posición como parte de un plan defensivo que iba desde las estribaciones de Mantiqueira, en Cachoeira, pasando por Cunha, hasta la costa, dejando el túnel y buena parte de São Paulo a merced de los dictadores. Autorizado a establecer puestos avanzados en Jataí, cuatro kilómetros más allá, recorrí casi cien kilómetros más. Ocupé Areias y São José do Barreiro con mis tropas y crucé la frontera del estado de Río en algunos puntos. En São José do Barreiro, frente al "Clube dos 200", la 3ª Compañía de mi batallón, bajo el mando del valeroso Capitán Francisco Freitas Borges, tuvo su primer contacto con las tropas dictatoriales, representadas por exploradores del 1º R.C.D., donde el 12 de julio se disparó el primer tiro de la memorable epopeya.
Odilon Aquino de Oliveira, Folha da Manhã, 25-7-1954, p10

En la región de la Serra da Mantiqueira, el 10 de julio, las tropas paulistas del 2.º Batallón del 5.º Regimiento de Infantería del Ejército Brasileño, comandadas por el mayor Henrique Quintiliano de Castro e Silva, invadieron la ciudad de Passa Quatro. Sin embargo, el 15 de julio la ciudad fue retomada por las tropas del ejército leal a Getúlio Vargas, dirigidas por el 4.º R.C.D. de Três Corações, comandado por el coronel Eurico Gaspar Dutra. Los paulistas se replegaron a su propio territorio y tomaron posiciones privilegiadas en las crestas de la Serra da Mantiqueira, en la frontera entre los estados de Minas Gerais y São Paulo, en la Garganta do Embaú, por encima del Túnel da Mantiqueira y junto a la línea ferroviaria de la entonces Rede Mineira de Viação. Estos fueron los lugares de los combates más disputados y violentos, con el mayor número de bajas del conflicto, ya que eran puntos de gran importancia táctica para ambas fuerzas. Las tropas paulistas también ocuparon otros puntos fronterizos y estratégicos del estado, como Piquete, Queluz, Itatiaia, Santana dos Tocos, São José do Barreiro y Cunha.
Las fuerzas de la 2.ª División de Infantería en Operaciones (2.ª D.I.O.) del Ejército Constitucionalista, responsables de la resistencia paulista en el Valle del Paraíba, estaban comandadas por el coronel de Ejército Euclides de Oliveira Figueiredo y organizadas en destacamentos. En la primera fase del conflicto, el destacamento de la región de Cunha fue comandado por el teniente coronel del Ejército Mário da Veiga Abreu; el destacamento de la región de São José do Barreiro, Areias y Silveiras fue comandado por el coronel del Ejército José Joaquim de Andrade; el destacamento en la región de Queluz comandado por el Mayor del Ejército Agnelo de Souza; el destacamento que unía Queluz y Areias comandado por el Mayor del Ejército Mariano Gomes da Silva Chaves; el destacamento en la región de Cruzeiro y Túnel da Mantiqueira comandado por el Coronel del Ejército Antônio Paiva de Sampaio; el contingente que defiende los barrios de Batedor y Entre Ríos en la ciudad de Cruzeiro comandado por el teniente coronel de la Fuerza Pública de São Paulo Otávio Azeredo; y el destacamento en la región de Piquete comandado por el teniente coronel de Ejército Abílio Pereira de Rezende, que el 4 de agosto fue sustituido en el mando por el mayor de Ejército Leôncio de Figueiredo Neiva por haber sido destinado al mando de la plaza militar de Lorena. El 3 de agosto, el mayor Agnelo de Souza fue sustituido por el teniente coronel de la Fuerza Pública José Teófilo Ramos que, ante la inminente caída de la ciudad de Queluz, ordenó la retirada de la línea hacia Vila Queimada, a unos 10 km de esa ciudad. Con la nueva situación, se hizo necesario formar un destacamento para defender el flanco izquierdo de aquel frente, en la localidad de Pinheiros (hoy distrito de Lavrinhas), que fue comandado por el capitán del ejército comisionado teniente coronel Tito Coelho Lamego. Todavía en agosto, la posición de Lavrinhas fue reforzada por nuevos contingentes comandados por los capitanes de la Fuerza Pública, Antônio Pietscher, José Camilo Valença y Reinaldo Saldanha da Gama.
El Gobierno Federal, todavía en los primeros días del conflicto y bajo la dirección militar del general Pedro Aurélio de Góis Monteiro, organizó la contraofensiva de las tropas gubernamentales apuntando a múltiples frentes de combate con el objetivo de consolidar el asedio y el aislamiento de los rebeldes en São Paulo y Mato Grosso en una estrategia de estrangulamiento que imposibilitase tanto la maniobra militar como el acceso a recursos para sostener la rebelión. Para ello, se organizaron varios destacamentos militares, formados por varios regimientos, que cubrían los principales puntos de acceso a esos estados. En São Paulo, en la región del Valle del Paraíba, las fuerzas gubernamentales se organizaron de la siguiente manera: el destacamento en la región de Resende, Itatiaia y Queluz, comandado por el Coronel de Ejército Manuel de Cerqueira Daltro Filho; un pequeño destacamento de enlace en Santana dos Tocos (entonces una aldea del municipio de Resende) comandado por el Coronel Colatino Marques; el destacamento comandado por el Coronel de Ejército João Guedes da Fontoura responsable por la región de Areais, São José do Barreiro, Formoso y Silveiras, donde en la época se encontraba el principal acceso terrestre entre Río de Janeiro y São Paulo; y el destacamento responsable por la región de Paraty y Cunha comandado por el teniente Augusto do Amaral Peixoto del Cuerpo de Infantería de Marina, cuyas tropas en septiembre de 1932 fueron incorporadas al destacamento del teniente coronel del Ejército Newton de Andrade Cavalcanti en el avance sobre Guaratinguetá, Lagoinha y São Luiz do Paraitinga. Estas fuerzas estaban subordinadas al mando de la 1.ª División de Infantería del Ejército, dirigida entonces por el general Álvaro Guilherme Mariante, que sustituyó en el cargo al general Pedro Aurélio de Góis Monteiro en los primeros días del conflicto. En la región de Serra da Mantiqueira, en la frontera entre Minas Gerais y São Paulo, las primeras unidades gubernamentales en llegar a la región de Passa Quatro fueron el 11.º Regimiento de Infantería de São João del-Rei, al mando del comandante Herculano Assumpção; el 4.º Regimiento de Caballería de Três Corações, al mando del coronel Eurico Gaspar Dutra; y el 10.º Regimiento de Infantería de Juiz de Fora, al mando del comandante Miguel Castro Ayres. Las fuerzas gubernamentales entre Passa Quatro e Itajubá quedaron así organizadas en ese frente: el destacamento de tropas del Ejército que cubrió la región de Passa Quatro y Túnel da Mantiqueira en los primeros días, comandado por el coronel del Ejército Eurico Gaspar Dutra, que posteriormente, con la consolidación del frente, pasó a ser comandado por el coronel del Ejército Cristóvão de Castro Barcelos; el destacamento de la Fuerza Pública del Estado de Minas Gerais y provisionales (llamada Brigada Sur), que también cubría Passa Quatro y la región fronteriza entre Minas Gerais y São Paulo, comandado por el coronel de la Fuerza Pública Edmundo Lery Santos; el destacamento en la región de Pico do Itaguaré y el barrio de Batedor, en Cruzeiro, comandado por el teniente coronel de la Fuerza Pública de Minas Gerais José Vargas da Silva; y el destacamento en la región de Piquete e Itajubá, en el extremo izquierdo de São Paulo, compuesto por un batallón del 10.º Regimiento de Infantería de Juiz de Fora, comandado por el Mayor Penedo Rocha. Estas fuerzas, a su vez, estaban subordinadas al mando de la 4.ª División de Infantería del Ejército, dirigida entonces por el general Francisco Jorge Pinheiro.
El Valle del Paraíba es una región llena de sierras y con un terreno accidentado. Por eso, los combates entre las tropas fueron encarnizados y, con el tiempo, prevaleció la superioridad militar de las fuerzas federales tanto a nivel de número de tropas, armas automáticas, municiones, piezas de artillería y aviación. Las fuerzas regulares del coronel Euclydes Figueiredo en su mayor momento sumaron más de 10 mil combatientes, contando sólo con algunas piezas de artillería, pocas ametralladoras y armas automáticas además de un reducido número de fusiles y munición para la cantidad de tropa disponible. No obstante, mediante tácticas defensivas, consiguieron compensar parcialmente el déficit utilizando a su favor el terreno y la gran cantidad de granadas de mano y morteros producidos por su industria. En contrapartida, las fuerzas federales que operaban en aquella región sumaron a lo largo del conflicto cerca de 70 mil combatientes, que se turnaron en los distintos combates, apoyados por harto material bélico, con varias decenas de piezas de artillería y decenas de millares de ametralladores y armas automáticas. Comparativamente, las tropas paulistas disponían de una arma automática por cada 50 hombres mientras que las tropas federales contaban con una cada 3. La inferioridad militar obligó a la continua retirada de las tropas constitucionalistas para rectificar las persistentes infiltraciones en su línea defensiva. De esa manera, las fuerzas federales fueron gradualmente ocupando diversas ciudades paulistas del Valle del Paraíba como Queluz, São José do Barreiro, Areias, Silveiras, Cachoeira Paulista, Cruzeiro, Piquete e Lorena.
Entre los diversos combates ocurridos en esa región se destaca el del 20 de agosto en el municipio de Cunha que fue una victoria táctica de las fuerzas paulistas. Según los detalles presentados en el artículo de la Revista Marítima Brasileira:

A 20 ocorre a surpresa. O tenente-coronel Mário Abreu, cuidadosamente, havia deslocado suas tropas, em vasto movimento envolvente, pelos dois flancos. De Campos Novos, 250 homens sob o comando do Tenente Meirelles, do 4º Batalhão de Caçadores, equipados com quatro metralhadoras Hotchkiss, surpreendem, próximo ao Monjolo, a Força Policial do Espírito Santo, a qual debanda, deixando no terreno mais de 60 mortos e considerável quantidade de armamento. As forças da Marinha, feito o vácuo à sua direita, não conseguem, por sua vez, avançar e veem-se agora ameaçadas, à sua esquerda, pelas forças do Tenente Lacorte, que avançavam de Lagoinha. Eram 250 homens do 4º Batalhão de Caçadores e, à retaguarda, outros 110 do mesmo Batalhão vindos de Ubatuba, comandados pelos Tenentes Assis Brasil e Zerbini, coadjuvadas, as forças do Exército, pelo 4º, 5º e 8º Batalhões de Cavalaria Paulista (sic), e da Força Pública, sob o comando do Major Adonias Monteiro. Ameaçada de cerco, a força da Marinha recuou, abandonando o espigão do Divino Mestre e indo fixar-se no Taboão, no dia 25. No dia 26 de agosto, Nelson de Mello repassou o comando a Amaral Peixoto. Terminara o combate. Cunha resistira. Afastara-se a ameaça de envolvimento da frente paulista no Vale do Paraíba. As tropas paulistas deixaram, porém, de explorar o sucesso obtido, estabilizando-se a frente, com a ocupação por estes do bairro de Aparição.(...) Cunha havia resistido vitoriosamente enquanto necessário, só cessando sua ação ao tornar-se ela inútil pela queda das demais frente de combate, resultantes da impossibilidade de continuar o combate, para as forças paulistas, contra o rigoroso bloqueio naval e o assalto que sofria em toda a extensão de suas fronteiras.
El 20 ocurre la sorpresa. El teniente coronel Mário Abreu, cuidadosamente, había desplazado sus tropas, en un gran movimiento envolvente, por los dos flancos. De Campos Novos, 250 hombres bajo el comando del teniente Meirelles, del 4º Batallón de Cazadores, equipados con cuatro ametralladoras Hotchkiss, sorprendieron, cerca a Monjolo, a la Fuerza Policial de Espírito Santo que se desbandó dejando en el terreno más de 60 muertos y considerable cantidad de armamento. Las fuerzas de la Marina, ante el vacío a su diestra, no consiguen a su vez avanzar y se ven amenazadas, a su siniestra, por las fuerzas del teniente Lacorte que avanzan desde Lagoinha. Eran 250 hombres del 4º Batallón de Cazadores y, a la retaguardia, otros 110 del mismo batallón que llegaban desde Ubatuba, comandados por los tenientes Assis Brasil y Zerbini, apoyadas, las fuerzas del Ejército, por los batallones 4º, 5º y 8º de la caballería paulista (sic), y de la Fuerza Pública, bajo el comando del mayor Adonias Monteiro. Amenazada de ser cercada, la fuerza de la Marina retrocedió, abandonando el espigón del Divino Maestro y fue a fijarse en Taboão, el día 25. El día 26 de agosto, Nelson de Mello dejó el comando a Amaral Peixoto. La lucha había terminado. Cunha resistió. La amenaza de ser envuelta en el frente paulista del Valle del Paraíba había desaparecido. Las tropas paulistas dejaron, entonces, de Afastara-se a ameaça de envolvimento da frente paulista no Vale do Paraíba. Las tropas paulistas, sin embargo, no supieron aprovechar su éxito, estabilizándose el frente con la ocupación por estas del barrio de Aparição. (...) Cunha había resistido victoriosamente cuando fue necesario, sólo terminó su actuación al tornarse esta inútil por la caída de los otros frentes del combate, resultantes de la imposibilidad de continuar el combate, para las fuerzas paulistas, contra el riguroso bloqueo naval y el asalto que sufría en toda la extensión de sus fronteras.
Del artículo: A atuação da Marinha nas operações resultantes do Movimento Constitucionalista de 1932 (en español:"La actuación de la Marina en las operaciones resultantes del Movimiento Constitucionalista de 1932"). Revista Marítima Brazileira. 2º T, 2003, p203, Río de Janeiro.

El empleo de la artillería por ambos adversarios fue intenso durante el conflicto. El ataque de esa arma acostumbraba preceder al de la infantería de modo que debilitara la posición del adversario o causaba su desbandada favoreciendo así la eficacia del asalto de las tropas de infantería y caballería. Las tropas federales poseían gran superioridad en esa arma, empleando cerca de cinco veces más piezas de artillería en relación con las tropas paulistas en aquel frente de combate, lo que favoreció bastante el avance federal sobre las posiciones adversarias. No obstante, la artillería paulista también contribuyó para la resistencia a las fuerzas federales, neutralizando o retardando su ofensiva. Hubo un importante suceso el 17 de julio de 1932, destacado en los boletines militares de la 2.ª D.I.O., cuando la batería del capitán Arcy da Rocha Nóbrega posicionada en la Garganta do Embaú y en la retaguardia de las trincheras fue responsable por el primer tiro de artillería de las tropas paulistas contra las tropas federales posicionadas en ese momento en los alrededores de la estación ferroviaria de Manacá, situada a 5 km al sur de Passa Quatro. En esa ocasión, el capitán reaccionó a un fuego de barrera del adversario que hostilizaba a las tropas paulistas ubicadas en la Serra da Mantiqueira, y en la acción logró la destrucción de una batería adversaria. Uno de los testigos oculares de ese evento fue Aureliano Leite, entonces abogado y presidente del MMDC que relató el episodio en el libro Martírio e Glória de São Paulo (1934). Otro testigo, más privilegiado, de aquel combate fue el entonces sargento del ejército Antenor Coradi, que aquel día estaba en un puesto avanzado situado en una elevación y de la que pudo observar toda la acción conforme relató después:

Aquele pico foi envolvido por uma neblina salvadora, causada pelo calor do sol, em contraste com a umidade da mata. Notava-se uma boca vermelha cuspindo fogo e petardos de artilharia [inimiga]. Nosso posto de observação imediatamente se pôs em contato com o Comando de Artilharia de Perequê. Quase imediatamente os canhões de grupo de Artilharia Pesada abriram fogo. Por sobre nós percebia-se o sibilar das granadas e depois o ribombar das peças dos disparos que ecoavam repetidas vezes nas grotas. Os primeiros não acertaram de imediato os alvos. Corrigidos pelo [nosso] Posto de Observação, os seguintes atingiram em cheio o ninho dos canhões inimigos da artilharia de montanha dos legalistas. Como se estivessem num estágio de futebol, aquele torcida de soldados deram vivas e aplaudiram com entusiasmo os "golaços" que atingiam a 'meta' dos adversários.
Aquel pico fue envuelto en una neblina salvadora causada por el calor del sol, en contraste con la humedad del bosque. Se notaba una boca roja escupiendo fuego y petardos de artillería [enemiga]. Nuestro puesto de observación inmediatamente se puso en contacto con el Comando de Artillería de Perequê. Casi inmediatamente los cañones de grupo de artillería pesada abrieron fuego. Por sobre nosotros se percibía el silbido de las granadas y luego el retumbar de las piezas de los disparos que hacían eco repetidas veces en las grutas. Los primeros no acertaron de inmediato en los blancos. Corregidos por [nuestro] Puesto de Observación, los siguientes dieron de lleno el nicho de los cañones enemigos de la artillería de montaña de los legalistas. Como si estuviesen en un estadio de fútbol, aquella hinchada de soldados dieron vivas y aplaudieron con entusiasmo los "golazos" que alcanzaban la "meta" de los adversarios.
Epopéia: revolução Constitucionalista de 1932, Antenor Coradi. 1986. p.44-45

Un soldado de las tropas federales relató otro ataque de artillería ocurrido en la región entre Queluz e Itatiaia, a fines del mes de julio:

Uma bateria de 75 do 2º R.A.M. soffreu, há poucos dias, um ataque inesperado da artilharia paulista nas proximidades de Engenheiro Passos. Os nossos artilheiros já haviam escolhido o local para collocar os seus canhões. Quando, porém, se iniciava o trabalho de collocação, começaram a receber granadas do tal canhão mysterioso. Foi uma coisa horrível. Morreram alguns dos nossos e vários cavallos tombaram, attingidos por estilhaços. O commandante da bateria determinou, então, que se retirasse uma mesma peça de todos os canhões, depois do que se recuasse. Era quase noite. A ordem foi cumprida, tendo-se destacado, na sua execução, um cabo quase menino, que só deixou o local batido pela artilharia paulista depois de todo trabalho terminado.
Hace unos días, una batería de 75 del 2º R.A.M. sufrió un ataque inesperado de la artillería paulista cerca de Engenheiro Passos. Nuestros artilleros ya habían elegido el lugar para colocar sus cañones. Pero justo cuando empezaban a colocarlos, comenzaron a recibir granadas del misterioso cañón. Fue algo horrible. Algunos de nuestros hombres murieron y varios caballos cayeron, alcanzados por la metralla. El comandante de la batería ordenó entonces retirar una sola pieza de todos los cañones, tras lo cual se retiraron. Era casi de noche. La orden fue cumplida y se asignó a la tarea a un cabo casi un muchacho, que sólo abandonó el lugar alcanzado por la artillería paulista una vez terminado el trabajo.
 São Paulo Venceu!, Arnon de Mello, 1933, p72

El comandante del sector norte y el comandante del Ejército Constitucionalista, coronel Euclides Figueiredo y general Bertoldo Klinger respectivamente, así como otros oficiales de la sublevación, estaban influenciados por la doctrina militar alemana. Como resultado, gran parte de las estrategias empleadas en aquel frente se basaban en esa doctrina, especialmente la defensa en profundidad. Así lo explicaba el jefe de Estado Mayor del sector Sur, el entonces capitán Joaquim J. A. Bastos, que consistía en capas de líneas defensivas distribuidas entre puestos avanzados y trincheras mejor vigiladas en la retaguardia, con el fin de economizar recursos y ralentizar al máximo el avance de las tropas adversarias, evitando que la retaguardia fuera envuelta y cortada, así como minimizar las bajas. Con este sistema, cada vez que una capa de defensa se volvía insostenible, se retiraban a trincheras más alejadas de la retaguardia que ya habían sido preparadas o que aún estaban por completar por las unidades de ingenieros, construyendo nuevas fortificaciones más atrás, y así sucesivamente. Con este plan, el desgaste de las tropas federales fue considerable, a pesar de su superioridad en hombres y recursos bélicos, ya que tomaron las líneas defensivas a costa de muchos roces en combate, bajas y recursos desperdiciados. Además, incluso después de tomar sus posiciones, las tropas federales tenían que retirarse para recomponerse o ser sustituidas por tropas de reserva, tardando días en montar una nueva ofensiva, lo que daba tiempo a las tropas paulistas para recomponer también su defensa.
Entre los días 12 y 13 de septiembre de 1932, las tropas paulistas replegaron su línea de defensa hasta Engenheiro Neiva, en el municipio de Guaratinguetá, donde resistieron la ofensiva de las tropas federales posicionadas en Lorena. Esta retirada fue cubierta por el tren blindado n.º 6 y el vehículo blindado de transporte de tropas FS-8 para frenar el avance de las fuerzas federales. Con la nueva posición, las fuerzas paulistas se reorganizaron de la siguiente manera: en el flanco izquierdo, el destacamento del teniente coronel mayor de Ejército Antônio Alexandrino Gaia, situado entre el río Paraíba do Sul y la Serra da Mantiqueira; también en el flanco izquierdo y más atrás, el destacamento del coronel José Joaquim de Andrade; en la posición central, el destacamento del teniente coronel mayor de Ejército Telêmaco de Paula Rodrigues, situado entre el río Paraíba do Sul y la carretera Rio-São Paulo; en el flanco derecho, el destacamento del coronel de Ejército Antônio Paiva de Sampaio, situado entre la carretera y la Serra do Quebra-Cangalha; también en el flanco derecho y más atrás, el destacamento del coronel de la Fuerza Pública de São Paulo José Teófilo Ramos; y el destacamento del coronel de Ejército Mário da Veiga Abreu dividido en dos contingentes, en la Serra da Mantiqueira y en la Serra do Quebra-Cangalha, con la misión de cubrir los extremos de la línea defensiva paulista. En Guaratinguetá, las trincheras de las tropas paulistas estaban alineadas en dirección noroeste-sureste y tenían como eje la antigua estación ferroviaria de Engenheiro Neiva, entonces situada a 750 metros al noreste de la actual estación, yendo de la región de la Serra do Quebra-Cangalha a la Serra da Mantiqueira. Es el lugar de la "Última Trinchera" a la que Guilherme de Almeida se refirió en su famoso poema "Oración ante la última trinchera". El poeta e inmortal de la Academia Brasileña de Letras fue combatiente en este sector durante aquel conflicto y escribió el poema cuando las tropas paulistas se retiraron de la zona. También se dice que el municipio de Guaratinguetá fue muy atacado por la artillería y los aviones "rojos" de las tropas federales.

#### Sector este y oeste
Ese frente de combate comprende la región del límite con Minas Gerais, al noreste, norte y noroeste de São Paulo. Era defendido por tropas mixtas destacadas, compuestas por voluntarios e integrantes de la Fuerza Pública de São Paulo y del Ejército. La organización del sector fue considerada una de las más inestables en esa campaña militar, con sucesivos cambios en el comando y la organización de las tropas. En las primeras semanas, los comandantes de los destacamentos respondían al Estado Mayor de la Fuerza Pública, entonces jefaturado por el coronel Francisco Júlio César de Alfieri. Posteriormente, se oficializó como comandante de ese sector al teniente coronel de la Fuerza Pública que, en 1 de septiembre, se alejó de la función a pedido luego de la caída del subsector de Itapira, habiendo sido sustituido por el coronel de ingeniería del ejército Oscar Saturnino de Paiva. Quince días después, este entregó el cargo para los coroneles de la Fuerza Pública Eduardo Lejeune y Herculano de Carvalho e Silva, que asumieron el comando del sector y de los destacamentos, respectivamente, hasta la fecha de rendición. En esa ocasión, el coronel Herculano tenía también el comando general de la Fuerza Pública.
Las tropas en ese sector estaban organizadas de la siguiente forma: el destacamento de la región de Mogi Mirim, entre Socorro y Mococa, comandado por el teniente coronel de la Fuerza Pública João Dias de Campos, que posteriormente asumió el comando de todo el sector; el contingente de la región de Franca, Río Grande, Ribeirão Preto y de Barretos comandado por el capitán Antenor Musa, que luego fue sustituido por el mayor Junqueira; el contingente de la región entre Ribeirão Preto y Mococa comandado por el teniente coronel Martiniano de Carvalho; el contingente de la región de Presidente Venceslau y Presidente Epitácio comandado por el capitán Shakespeare Ferraz; el contingente de la región de Bauru comandado por el mayor Genésio de Castro e Silva, región que semanas después formó parte del sector sur, comandado por el coronel Brasílio Taborda; el contingente de la región de São José do Rio Preto comandado por el coronel de la Fuerza Pública Eduardo Lejeune; y, por último, el contingente de la región de Bragança Paulista comandado por el mayor Labieno Gomes. Algunas semanas luego del inicio del conflicto, los contingentes ubicados al norte del estado, desde la región de Mococa hasta la de Presidente Epitácio, quedaron bajo el comando del coronel de la reserva de la Fuerza Pública Joviniano Brandão de Oliveira, cuyo puesto de comando estaba en Limeira. A lo largo del conflicto se formaron nuevos destacamentos, como aquel comandado por el capitán Romão Gomes que cubría la región entre Espírito Santo do Pinhal y São João da Boa Vista, y el destacamento de la región entre Amparo e Itatiba comandado por el teniente coronel de la Fuerza Pública Virgílio Ribeiro dos Santos.
Los primeros batallones paulistas que fueron al sector oriental tuvieron su "bautismo de fuego" en la primera semana de la guerra. Fue el caso del "Batallón Fernão Dias" o "Batallón Paes Leme", formado por voluntarios civiles. El 15 de julio, la 1.ª sección de la 1.ª Compañía, comandada por el teniente civil Fernão de Morais Salles, recibió órdenes del comandante del batallón, capitán Antônio Pietscher, de tomar las ciudades de Jacutinga, Ouro Fino y Pouso Alegre. Las tropas federales, previendo un ataque de São Paulo, habían cortado las vías férreas y destruido los puentes para impedir el avance de las fuerzas paulistas. Éstas, a su vez, reconocieron el terreno y repararon las vías en un intento de tomar Pouso Alegre. Sin embargo, el 20 de julio, por la tarde, a la altura de Borda da Mata, los paulistas fueron atacados por la fusilería y la artillería de las tropas federales procedentes de aquella ciudad. Estos últimos reaccionaron e improvisaron su defensa en una batalla que duró hasta la mañana del 21 de julio. Sin embargo, ante la inferioridad de las tropas, los paulistas decidieron retirarse a Eleutério, con decenas de muertos y heridos. En esta batalla, Fernão Salles, comandante de la unidad, fue asesinado.

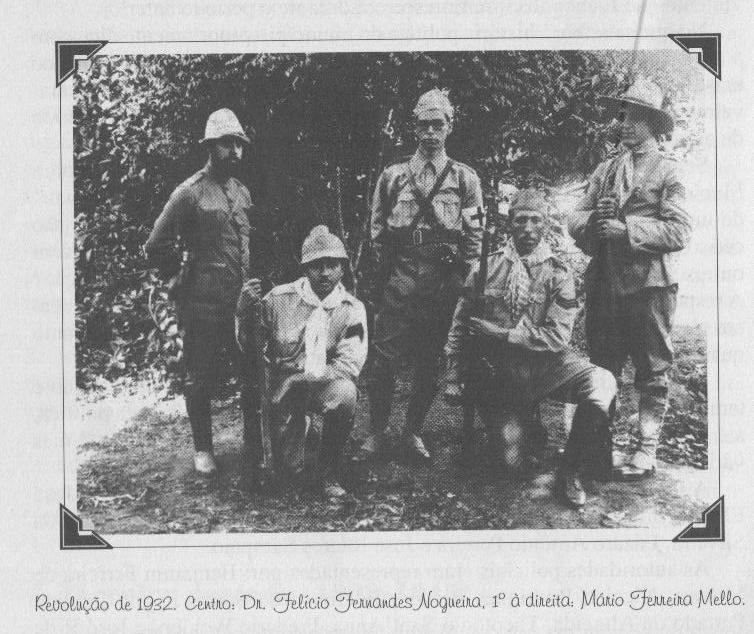
Al centro el médico Dr. Felício Fernandes Nogueira; 1.º a la derecha Mário Ferreira Mello. Joanópolis SP, región bragantina.

En las regiones norte y noroeste del estado, también hubo importantes combates entre las tropas paulistas y las tropas federales del destacamento mixto comandado por el coronel Manuel Rabelo, que incluía el 6.º Batallón de Cazadores de Ipameri, el 4.º Batallón de Infantería de la Fuerza Pública de Minas Gerais, entre otras unidades. El 23 de julio de 1932, la 1.ª y 2.ª Compañías del Batallón "General Marcondes Salgado", comandadas por el mayor de la Fuerza Pública de São Paulo Antenor Gonçalves Musa, partieron para el frente en el norte de São Paulo, en las regiones de Río Grande y Río Paraná. En aquel momento, el destacamento del coronel Manuel Rabelo amenazaba con invadir São Paulo a partir de aquella frontera y amenazaba también con cortar la conexión entre São Paulo y Mato Grosso. Una vez entrado en territorio paulista, el gobierno aún buscaba envolver y rodear a las tropas paulistas del frente de Minas Gerais, posicionadas en la región de Mogi Mirim y São João da Boa Vista. Entre julio y agosto de 1932, el Batallón Marcondes Salgado participó en sucesivas batallas con las tropas federales en el norte de São Paulo, a lo largo de las márgenes del río Paraná y del Río Grande, en las fronteras entre São Paulo, Minas Gerais y el actual estado de Mato Grosso do Sul. Las primeras batallas tuvieron lugar en lugares como Barra Grande, Maricota, Antônio Prado, Cemitério, Antunes, Horácio, Central, Guaracy, Porto Sapé y Porto Isaac. Al pasar por las localidades de Barretos y São José do Rio Preto, las tropas paulistas fueron reforzadas por varios centenares de voluntarios locales, formando una gran columna comandada por el teniente mayor Quintino de Freitas, entonces subcomandante del batallón, que tenía como tarea inicial retomar Porto Taboado, localidad que había sido invadida por tropas de Goiás y Minas Gerais, desde el río Paraná. El 11 de agosto, la columna paulista se dirigió a Porto Taboado, en el actual municipio de Santa Fé do Sul, para ayudar al pequeño contingente local comandado por el coronel de la Fuerza Pública Eduardo Lejeune, que hasta entonces defendía la ciudad. En los días siguientes se produjeron los mayores combates en el norte de São Paulo, teniendo lugar las principales batallas en los alrededores de la carretera Lussanvira-Porto Taboado y en lugares próximos a las márgenes del río Paraná. En Santa Fé do Sul, a orillas de la antigua vía pecuaria, existe hoy una cruz rústica en memoria de los caídos en los combates de agosto de 1932. El 17 de agosto, después de intensos combates entre fuerzas de infantería, las tropas paulistas ocuparon finalmente Porto Taboado, repeliendo la columna gubernamental de la región. Las tropas paulistas contaron también con el valioso refuerzo de una compañía de Bauru, comandada por el Capitán Antônio Ferreira da Silva, del 4.º Batallón de Cazadores Voluntarios (4.º B.C.V.) de la Brigada Sur del General Ataliba Leonel; y también con el refuerzo del contingente de Lussanvira y Pereira Barreto comandado por el Mayor Santini, que ayudó en la persecución y detención de las tropas federales. El telegrama de un reportero correspondiente al Jornal de Bauru dio conta de las circunstancias de la ocupación de aquella localidad:

Lussanvira, 17 - Porto Taboado, margen río Paraná, fue esta mañana ocupado por fuerzas teniente Quintino, venidas Río Preto, que expulsaron de sus posiciones el contingente dictatorial allí atrincherado. La compañía del capitán Antônio Ferreira da Silva, de la Brigada del Sur, que guarnecía esta estación en que fue en persecución de una patrulla dictatorial, rumbo a aquel puerto fluvial, cuando allá llegó ya encontró la localidad ocupada por el teniente Quintino, habiendo tomado algunos prisioneros.
Correio de S. Paulo, 18 de agosto de 1932, p1.

En el sector este fue donde actuó la famosa "Columna Romão Gomes" que llegó a integrar cerca de mil quinientos combatientes, entre voluntarios y soldados de la Fuerza Pública de São Paulo, comandados por el entonces capitán de Fuerza Pública Romão Gomes, una unidad a lo largo de la guerra se consolidó como destacamento. Consta que la "Columna Romão Gomes" jamás perdió una batalla durante toda su campaña militar.
Según el coronel Herculano de Carvalho e Silva, los comandantes Dias de Campos y Saturnino de Paiva fallaron al no anticiparse a la necesidad de retroceder de la línea de defensa y por no haber construido previamente las fortificaciones debidas en líneas más de retaguardia de la posición de combate, como ejemplo de la preparación estratégica realizada en el sector norte y en el sector sur, las cuales hasta la rendición poseían defensas consistentes a pesar de las dificultades en la guerra como un todo. El coronel de ingeniería Saturnino de Paiva, al final de septiembre, llegó a iniciar la construcción de fortificaciones en la Serra dos Cristais, en la región de Jundiaí. Sin embargo, las actividades se paralizaron tras el inicio de las negociaciones del armisticio.
La resistencia paulista en el sector fue improvisada según las circunstancias del combate, sin prever adecuadamente la acción militar del adversario y sin una estrategia general para el sector, lo que dejó a los destacamentos mal coordinados. Eran recurrentes las situaciones en las que un destacamento avanzaba y ganaba posiciones, mientras que el destacamento vecino se retiraba en estampida y sólo informaba de la decisión "a posteriori" al mando general. También era frecuente que los mandos se comunicaran mal sus órdenes. Debido a estos fallos, las fuerzas gubernamentales consiguieron infiltrarse en la defensa de São Paulo y, al identificar la fragilidad de la resistencia, intensificaron su ofensiva hacia la capital del estado para acabar sofocando todo el levantamiento. Esta situación provocó sucesivos cambios en la organización de las tropas paulistas y en el mando general de ese sector.
Un telegrama enviado por el comandante Joviniano Brandão al entonces comandante general de la Fuerza Pública de São Paulo da una idea de la ofensiva gubernamental enfrentada por los paulistas a mediados de septiembre:

Del Coronel Joviniano (Limeira), al Comte. Herculano (S. Paulo) - Hoy en Fundinho tomamos prisioneros un sargento segundo, dos cabos y siete soldados del 9º R.I. Aprendimos 2 MPs, 12 cajas de munición y algunas municiones de fusil que los soldados llevaban, y 10 carabineros. Las declaraciones del sargento dicen que el enemigo está marchando en tres columnas con los objetivos - Amparo, Campinas y Limeira. Objetivo general - Campinas. Tienen mucha munición de artillería e infantería, 12 aviones y 16 piezas de artillería. Cerca de 12.000 hombres están operando en este sector, compuestos por las siguientes unidades que podemos recordar en este momento: 10ª R.I., 9ª R.I., 10ª B.C., 23ª B.C., 29ª B.C., 6ª B.C. 4ª R.C.D., 8ª R.A.M., 22ª B.C. y 21ª B.C., 25ª B.C., 2ª B.E., policía de Alagoas, Pernambuco y Rio Grande do Sul. Los coroneles Dornelas, Dutra y Galdino Esteves comandan estas columnas. Los enviaré a Campinas en tren especial, junto con los otros dos prisioneros tomados hoy. Saludos. 12-9-32.
A Revolução Constitucionalista (1932). Herculano de Carvalho e Silva. páginas 330-331. Rio de Janeiro: Civilização Brasileira.

Las fuerzas gubernamentales, estimadas en cerca de 12.000 hombres en ese sector, combatieron durante la campaña militar a un contingente de tropas paulistas tres veces menor que el de sus adversarios en promedio. A fines de septiembre de 1932, las ciudades paulistas próximas a la frontera con Minas Gerais estaban ocupadas por las tropas leales a Getúlio Vargas y las tropas constitucionalistas tenían su línea de defensa alrededor de las ciudades de Campinas y Limeira. Sin embargo, estas ciudades estaban prácticamente rodeadas y la caída de esa posición era inminente, lo que pondría al gobierno a las puertas de la capital paulista e imposibilitaría la organización de los demás frentes. Ante esta situación, el comando supremo del Ejército Constitucionalista y el comando general de la Fuerza Pública de São Paulo se resignaron y solicitaron al comando de las Fuerzas Federales la suspensión de las hostilidades para iniciar las negociaciones de rendición.

#### Sector sur
El sector sur comprendía la región fronteriza con el estado de Paraná y en el inicio de la campaña militar estaba defendido por tropas paulistas mixtas la que respondían al Estado Mayor de la Fuerza Pública, al igual que el comando ejercido en el sector este. En los primeros días del conflicto, el frente de combate de Itararé estaba comandado por el teniente coronel de la Fuerza Pública de São Paulo Pedro de Morais Pinto. Pero al sur de la frontera, en Capela da Ribeira (actual municipio de Ribeira), la posición era defendida por un pequeño contingente mixto formado por el 9° batallón y por el 2° escuadrón de caballería de la Fuerza Pública bajo el comando del teniente coronel Azarias Silva. Mas al norte, en la región de Ourinhos, la posición era defendida por un destacamento comandado por el coronel de la reserva de la Fuerza Pública Pedro Dias de Campos. La región de Itararé era considerada el principal teatro de operaciones para ambos adversarios, por ello, en los primeros días de la campaña, fue la posición menos guarnecida por las tropas paulistas dada la creencia en la promesa de apoyo de las tropas de Río Grande del Sur, una expectativa frustrada luego de la primera semana de la guerra.
EL 12 de julio, EL general Guilhermino Ribeiro Cruz, comandante de la 5° División del Ejército envió las vanguardias de las fuerzas federales del sur a esa posición, iniciando las primeras medidas para la ofensiva y avance sobre São Paulo, para sofocar las fuerzas revolucionarias paulistas. El 16 de julio, el general Valdomiro Castilho de Lima llegó a aquel campo de batalla y asumió el mando de los destacamentos gubernamentales.
El plan de las tropas federales, coordinado con los demás destacamentos gubernamentales, incluía también el desplazamiento de tropas de la 5.ª División Militar a lo largo de la línea férrea y de las carreteras por Itararé, Capela da Ribeira y Ourinhos, ocupando inmediatamente el eje del Ferrocarril de Sorocabana. Con esto, completaron el cerco, sumándose a la concentración de tropas en el Valle del Paraíba, custodiando las líneas de comunicación vial y ferroviaria con Río de Janeiro; y con los contingentes en el frente minero y en la costa paulista bloqueados por la Marina de Brasil.
En ese frente, durante todo el conflicto, las fuerzas paulistas se organizaron de la siguiente forma: el destacamento en la región del Paranapanema Inferior, en la línea entre Presidente Epitácio, pasando por Ourinhos y Chavantes hasta Itaporanga, bajo el mando del coronel de reserva de la Fuerza Pública de São Paulo Pedro Dias de Campos. Esta fuerza fue dividida en dos columnas: la primera responsable por la defensa de la línea Río Paraná-Ourinhos y la segunda responsable por la defensa de la línea Chavantes-Itaporanga, esta última comandada por el teniente primero de la Fuerza Pública Naul de Azevedo. A fines de julio, la columna del Mayor Azevedo abrió una cabeza de puente sobre el territorio paranaense, flexibilizando la línea para contener el avance de las tropas federales provenientes del sur. Para ello, tomó las ciudades de Cambará, Bandeirantes, Jacarezinho, Santo Antônio da Platina y Ribeirão Branco, ganando adeptos en estos lugares, como fue el caso de Ribeirão Branco. En el extremo sur de São Paulo, en la localidad de Capella da Ribeira (actual ciudad de Ribeira), la posición fue defendida por un pequeño contingente mixto, bajo el mando del teniente coronel de la Fuerza Pública Azarias Silva, hasta su caída el 31 de julio. Con el repliegue de la línea de defensa hacia el interior del estado, en la región del Alto Paranapanema, se constituyó un amplio sector de combate, comandado por el Coronel de Ejército Brasílio Taborda, cuyas defensas se organizaron de la siguiente forma: el destacamento de la región de Buri y Campina do Monte Alegre, a cargo del coronel de reserva del Ejército Christiano Klingelhoefer; el destacamento de la región de Buri y Capão Bonito, a cargo del mayor de la Fuerza Pública José Anchieta Torres; un pequeño destacamento de enlace en Campina do Monte Alegre a cargo del teniente coronel 1.º del Ejército Luiz Carneiro de Castro e Silva; el destacamento en la región de Angatuba y Bom Sucesso (actual Paranapanema) dirigido por el teniente coronel del Ejército Milton de Freitas Almeida; en la región más meridional, en Apiaí y Guapiara, un destacamento comandado por el Mayor de la Fuerza Pública Luís Tenório de Brito, que el 2 de agosto de 1932, tras la retirada de la línea hacia Guapiara, fue sustituido por un destacamento comandado por el teniente coronel Pedro de Morais Pinto, enlazando con el destacamento de la costa sur paulista de Xiririca (actual Eldorado). A mediados de agosto, el mayor Tenório de Brito asumió el mando de un pequeño destacamento de enlace en la región de Lygiana, en el municipio de Campina do Monte Alegre. A finales de agosto, el teniente coronel Morais Pinto fue sustituido en el mando del destacamento por el Coronel de la Fuerza Pública Álvaro Martins. En ese frente, la Brigada Sur, organizada y comandada por el coronel Ataliba Leonel, compuesta por siete batallones de infantería, reforzó las defensas de esos destacamentos. Las fuerzas paulistas en el Alto do Paranapanema también contaban con destacamentos de caballería, que actuaban de forma móvil, utilizando maniobras de contención y hostigando a las tropas gubernamentales por la retaguardia para reducir la presión sobre los destacamentos de infantería. Las principales fuerzas de caballería eran el Regimiento de Caballería Rio Pardo, comandado por el Capitán de la Fuerza Pública Alfredo Garcia Feijó, y el destacamento de caballería comandado por el Mayor de la Fuerza Pública Sebastião do Amaral.
Las principales fuerzas federales en ese frente se organizaron de la siguiente manera: el destacamento en Itararé, al mando del coronel João Siqueira de Queiroz Sayão, entonces comandante del 13.º Regimiento de Infantería de Ponta Grossa; en la región al norte de Itararé, en Faxina (actual Itapeva) e Itaberá, a cargo del destacamento del coronel Francisco José da Silva Júnior; en el flanco derecho del gobierno, en la región de Ribeirão Branco y Capinzal, y posteriormente, entre Apiaí y Guapiara, al mando del teniente coronel Boanerges Lopes de Souza, entonces comandante del 13.º Batallón de Cazadores en Joinville; en la región del Bajo Paranapanema, entre Itaporanga, pasando por Ourinhos, hasta Presidente Epitácio, un destacamento formado por tropas mixtas y no regulares comandado por el general de la antigua Guarda Nacional João Francisco Pereira de Souza. Un pequeño destacamento formado por provisionales de la Brigada Militar de Río Grande del Sur (BMRS) también procedía de esta fuerza, en la región comprendida entre Itaporanga, Chavantes y el norte de Paraná, al mando del general Elisiário Paim Filho; en Capela da Ribeira (actual Ribeira), inicialmente un pequeño contingente de la Fuerza Pública de Paraná comandado por el capitán de caballería del Ejército Nelson Palmeiro Pinto Dias, compuesto por un escuadrón de caballería y pelotones del 1.º Batallón de la Fuerza Pública de Paraná, que posteriormente fueron incorporados al destacamento del coronel Ayrton Plaisant, entonces comandante general de la Fuerza Pública de Paraná, que, a lo largo del mes de agosto, avanzó sobre Apiaí, Guapiara y Xiririca (actual Eldorado). Cuando los combates alcanzaron la región de Buri y Alto Paranapanema, ampliando así la extensión del frente, se constituyeron nuevos destacamentos entre las fuerzas federales a partir de las tropas de reserva del comando: el destacamento a cargo del teniente coronel de Ejército Argemiro Dornelles, posicionando sus tropas en la vanguardia de la región de Buri y Capão Bonito, en enlace con el destacamento del teniente coronel Boanerges; el destacamento del teniente coronel de Ejército João Marcelino Ferreira e Silva, entonces comandante del 14.º Batallón de Cazadores (14.º BC) en Florianópolis, operando en la región de Rio das Almas, en Capão Bonito.
En Río Grande del Sur, antes del levantamiento, el interventor del Estado, general José Antônio Flores da Cunha, había dado su palabra de honor de que Río Grande no faltaría a sus compromisos con los constitucionalistas. Sin embargo, una vez estallada la insurrección civil y militar, se mantuvo indeciso. El 10 de julio, para sorpresa de sus aliados de Rio Grande do Sul y São Paulo, el general eligió el bando del gobierno y declaró públicamente su apoyo a Getúlio Vargas. Flores da Cunha era reconocido entonces como uno de los más comprometidos conspiradores contra el régimen de Getúlio Vargas en Rio Grande del Sur.
El 11 de julio, el 1.º escuadrón de la 5.ª División de Caballería Regimiento de Castro (5.º R.C.D.), con dos pelotones, reforzado con una sección de ametralladoras ligeras, bajo el mando del 1.º Teniente Cassiel Cileno, partió en tren para Jaguariaíva, donde llegó en la mañana del 12 de julio. En el andén de la estación, su comandante sufrió un accidente y resultó gravemente herido, siendo sustituido por el Teniente 1.º Carlos de Almeida Assunção. De allí, un pelotón de reconocimiento se dirigió a Itararé, en territorio paulista. Después de enterarse de lo sucedido, el comando del 8.º Batallón de Cazadores de São Paulo (8.º B.C.P.) de la Fuerza Pública de São Paulo, en Itapetininga, envió una Compañía reducida de 200 hombres como medida de seguridad bajo el comando del Mayor José Garcia y auxiliado por el Capitán José Guedes da Cunha, que pacíficamente hizo retroceder el pelotón del 5.º R.C.D. hasta Sengés, en el territorio de Paraná.
Ese mismo día, llegaron a Jaguariaíva los Batallones 1.º y 2.º del 13.º Regimiento de Infantería (13.º R.I.) de Ponta Grossa, comandados por el mayor José Ricardo de Morais da Veiga Abreu, cuyo hermano, el teniente coronel Mário da Veiga Abreu, se había unido a la Revolución Constitucionalista, habiendo comandado tropas en el municipio de Cunha..
Entre el 16 y el 18 de julio, tuvieron lugar las primeras hostilidades en el sector sur, en el municipio de Itararé, entre el Ejército Constitucionalista y las Fuerzas Federales del Sur. El plan inicial preveía que las fuerzas paulistas actuasen como elemento de guardia y protección del grueso de las tropas, que debían unirse a la Revolución Constitucionalista desde Río Grande del Sur y Mato Grosso. El plan repetía la campaña revolucionaria de octubre de 1930.
El 15 de julio, el Batallón "14 de julio" de São Paulo llegó a la plaza militar de Itararé, junto con las demás Compañías del 8.º B.C.P. de la Fuerza Pública, y los Escuadrones 1.º y 3.º del Regimiento de Caballería (RC) de la Fuerza Pública de São Paulo (FPSP), formando un gran destacamento comandado por el teniente coronel Pedro de Morais Pinto, entonces comandante del 8.º B.C.P.. C.P. El teniente coronel sólo instaló su puesto de comando en esa ciudad el 16 de julio.
El 16 de julio, al asumir el mando de las Fuerzas Federales del Sur en Sengés, el general Valdomiro de Lima disolvió el resto del 5.º RCD, pasando su material efectivo al 3.º Regimiento de Caballería (3.º RC) del BMRS, bajo el mando del teniente coronel Jorge Pellegrino Castiglioni, que llegó al teatro de operaciones junto con el general. El 3.º RC tomó posición en dirección al Passo do Cipriano, al noroeste de Itararé. Los oficiales de la Brigada Militar, estrechamente leales al jefe del Partido Republicano Riograndense, Borges de Medeiros, que en la época era uno de los líderes de la Revolución Constitucionalista en Río Grande del Sur, llegaron a las fronteras de São Paulo sin saber si iban a confraternizar con el Ejército Constitucionalista o a combatirlo.> 
En el viaje a Itararé, el Batallón "14 de Julio" se dio cuenta de que sólo 12.000 de los 48.000 cartuchos que había llevado servirían para las nuevas armas por lo que el resto de la munición tuvo que ser devuelta urgentemente a la capital paulista. Esto significaba que sólo había 50 cartuchos para cada soldado en aquella batalla. Al llegar a Itararé, el batallón permaneció en reserva, acuartelado. Su comandante, el Mayor Mário Rangel, inspeccionó las líneas de defensa de Itararé y constató que aún no había fortificaciones serias, aparte de pequeñas guarniciones en el ferrocarril, la carretera y el paso del río Itararé. Ante la situación, alertó inmediatamente al comandante del destacamento, que inmediatamente despachó órdenes de reforzar las defensas.
La posición peor guarnecida por las fuerzas paulistas era la región norte de Itararé, en el lugar conocido como "Passo do Cypriano". Estas tropas carecían también de suministros y apoyo logístico adecuados, que en la época aún no habían sido organizados y enviados al frente. El 16 de julio, las tropas paulistas fueron atacadas repentinamente por las tropas federales comandadas por el general Valdomiro Lima, que maniobraron precisamente por la región norte de Itararé, a través del "Paso Cypriano", entrando en territorio paulista y amenazando con cortar la retaguardia de las tropas constitucionalistas en Ibity, situación que culminaría con la caída de Itararé el 18 de julio. 
Este retraso de una semana en la organización de la defensa paulista en Itararé fue fatal para el Ejército Constitucionalista, un fracaso debido en gran parte a la creencia en el apoyo prometido desde Río Grande del Sur. Como resultado, las tropas constitucionalistas perdieron un tiempo precioso debido a la incertidumbre y la indecisión, mientras el general Valdomiro organizaba los destacamentos y tomaba posiciones de gran importancia táctica para la ofensiva contra las fuerzas paulistas.
A partir del 16 de julio, hubo una intensa actividad en la zona de guerra. La tranquila ciudad de Itararé se transformó en un bullicioso centro militar. El 8.º B.C.P. y los Escuadrones 1.º y 3.º del Regimiento de Caballería de la Fuerza Pública ocuparon finalmente trincheras en las afueras de la ciudad.
También el 16 de julio, llegó a Itararé un avión de la Fuerza Pública de São Paulo, pilotado por el subteniente João Sylvio Hoeltz, que realizó constantes vuelos de observación, incluso de noche, para identificar los movimientos de las tropas federales.
También ese día, reforzando la confusión y en vísperas de la batalla, el Mayor Mário Rangel fue sustituido del comando del Batallón "14 de julio" por el Mayor José Garcia, que asumió el mando interinamente.
Dentro de las fuerzas federales, el plan de ataque elaborado por el general Valdomiro de Lima incluía dos destacamentos principales: el destacamento del coronel João de Siqueira Queiroz Sayão, que tenía la misión de atacar frontalmente Itararé desde Morungava, compuesto por el 13.º RI de Ponta Grossa con 730 soldados, el 9.º Regimiento de Artillería Montada (9.º RAM) con 330 soldados y el 5.º Grupo de Artillería Montada. º Grupo de Artillería Montada (5.º GAM) con 220 soldados; el destacamento del Coronel Francisco José da Silva Júnior, con el 3.º Regimiento de Caballería (3.º RC) de la Brigada Militar Gaucha con 312 soldados a pie y 140 a caballo, el 2.º Batallón de Cazadores (2.º BC) con 265 soldados, el 14.º Batallón de Cazadores (14.º BC) con 350 soldados, el 15.º Batallón de Cazadores (15.º BC) con 130 soldados, una sección del 5.º G. A.M. con 38 soldados, y una sección del 5.º G. A.M. con 38 soldados. A.M. con 38 soldados y una sección del 5.º Batallón de Ingenieros (5.º BE) con unos 20 soldados; y finalmente, en la reserva de mando, el 2.º Batallón del 8.º Regimiento de Infantería (8.º RI) de Passo fundo con 284 soldados, una Compañía del 5.º BE con 100 soldados y el 13.º Batallón de Cazadores (13.º BC) con 287 soldados. En las semanas siguientes, estas fuerzas de reserva formarían nuevos destacamentos a medida que se ampliaba el frente de combate y la necesidad de maniobras.
A las 00:00 del 17 de julio, las tropas de las fuerzas federales del sur se movilizaron para el ataque principal a las tropas paulistas en Itararé. El destacamento Silva Junior comenzó a atravesar y tomar el Paso de Cipriano, al noroeste de Itararé. El destacamento Sayão, desde su posición frontal en Itararé, tenía la misión de atacar con su artillería tan pronto como el Destacamento Silva Junior alcanzase su objetivo, con el fin de distraer la atención del Ejército Constitucionalista y garantizar así el éxito de la ofensiva sobre el flanco derecho de las tropas paulistas. El 3.º RC del BMRS fue el primero en cruzar el Paso Cipriano, atrapando a la guarnición paulista estacionada en la hacienda Cipriano Mello, haciendo prisioneros a un cabo y once soldados del Regimiento de Caballería de la Fuerza Pública de São Paulo, pero dejando escapar a decenas de otros soldados.
Durante la madrugada, el 14.º CB perdió su objetivo y fue sustituido por el 2.º CB del 8.º RI. La artillería del destacamento del Coronel Sayão inició su bombardeo prematuramente, sin el debido avance del destacamento Silva Junior, cuya acción de maniobra se vio dificultada porque la sección del 5.º BE que estaba reparando el puente sobre el Passo do Cipriano no consiguió terminar el trabajo a tiempo. Como resultado, la infantería y la artillería del destacamento se vieron obligadas a rodear el camino y cruzar una parte baja del río Itararé, con el agua hasta el pecho. El inicio del ataque gubernamental a las demás posiciones también se vio dificultado porque, en el primer disparo de artillería, uno de los dos cañones del destacamento del coronel Sayão fue dañado y quedó inservible. El bombardeo continuó sólo con el segundo cañón. A pesar de los contratiempos, la batalla esperada desde hacía días estaba finalmente en pleno desarrollo.
En la mañana del 17 de julio, del lado constitucionalista, el teniente coronel Pedro de Morais Pinto buscó reforzar las líneas de defensa enviando la 3.ª Compañía del Batallón "14 de julio", comandada por el teniente Benedito Dorival Monteiro. Los Batallones 1.º y 2.º permanecieron en reserva en la ciudad, junto con la recién llegada batería de 6 piezas de 75 mm del Regimiento Mixto de Artillería (RAM) de Campo Grande.
A las 10h30, en el lado federal, el coronel Silva Junior ordenó al 3.º RC adelantarse y atrapar al 4.º Escuadrón de la caballería paulista comandado por el capitán Sebastião do Amaral, que acababa de llegar a la plaza de guerra. Sin embargo, en el camino, el 3.º RC fue emboscado por las tropas del Capitán Amaral. A las 13h, el 3.º RC alcanzó finalmente su objetivo y entró en combate con las principales líneas del Ejército Constitucionalista, pero los gauchos no consiguieron avanzar y necesitaron refuerzos. El destacamento del coronel Sayão mantuvo un bombardeo continuo de las líneas paulistas, mientras los dos batallones de la 13.ª RI se movían hacia el este para intentar completar el envolvimiento de las tropas paulistas. El 1.º Batallón de la 8.ª RI avanzó entonces desde Sengés, en dirección a Morro do Pelame, para arrollar a la 14.ª BC y continuar la línea de la 13.ª RI.
A continuación, los combates se generalizaron a lo largo de toda la línea de las tropas constitucionalistas, desde el sur hasta el norte de Itararé, frente a la frontera con Paraná. A lo largo del 17 de julio, las tropas paulistas sostuvieron la fuerte ofensiva de las tropas federales, repeliendo las incursiones de los asaltantes.
Entre los combatientes voluntarios de la "14 de julio", que vivían su bautismo de fuego, la mayoría fue a las líneas sin saber siquiera cargar un fusil, teniendo apenas 50 cartuchos de fusil para cada combatiente, cantidad insuficiente de munición para sostener la ofensiva federal.
En la tarde del 17 de julio, el subteniente João Sylvio Hoeltz sobrevoló las posiciones federales en Morungava, bombardeando sin éxito la artillería gubernamental.
Con el ininterrumpido ataque federal, alrededor de las 17h30 las líneas del Ejército Constitucionalista, en la hacienda Barreiro justo después de la hacienda Cipriano Mello, fueron debilitadas por el bombardeo de artillería realizado durante todo el día y por la presión de todo el destacamento del Coronel Silva Junior, y comenzaron a ceder terreno. Como resultado, las fuerzas federales consiguieron cruzar el Ribeirão do Onofre, ocupando la Fazenda Barreira e incautando material de guerra abandonado. El comandante de la 3.ª CR, teniente coronel Jorge Pellegrino Castiglioni, que también simpatizaba con los constitucionalistas, recibió órdenes esa misma noche de enviar un escuadrón para cortar la línea de retirada del Ejército Constitucionalista en Ibity. Sin embargo, el comandante no llevó a cabo la misión, a pesar de las repetidas órdenes, alegando que sólo lo haría en un día despejado. En Itararé, al caer la noche, se rompió el contacto entre los adversarios, sin grandes avances para las fuerzas federales, con las fuerzas constitucionalistas aún manteniendo la resistencia.
A las 08:00 de la mañana del 18 de julio, un espía de las fuerzas federales localizó el aeródromo paulista de Itararé y lanzó un cohete para señalar la posición a la artillería federal. El destacamento del coronel Sayão comenzó entonces a bombardear el lugar y también el puesto de mando del teniente coronel Pedro de Morais Pinto. Las granadas explotaron a unos 500 metros del centro de la ciudad. El destacamento del Coronel Silva Junior reanudó su avance a las 10h, avanzando sin resistencia hasta las 12h, cuando las tropas Constitucionalistas abrieron fuego en semicírculo, dentro de un matorral, bloqueando el avance de la dictadura, que avanzaba a campo abierto cuesta arriba. La emboscada del Ejército Constitucionalista surtió efecto, causando confusión entre las tropas gubernamentales. La sección de ametralladoras del capitán Severino Antônio da Cunha acabó alcanzando la retaguardia del 3.º RC del BMRS, que avanzaba delante de ellos, alcanzando a sus propias tropas. En ese momento, los combates se extendían por más de dos kilómetros de líneas constitucionalistas.
A las 10 de la mañana, la 2.ª Compañía del Batallón "14 de Julio" fue enviada a las trincheras del flanco izquierdo, con la misión de proteger la artillería constitucionalista. Los artilleros constitucionalistas, con su batería de seis piezas, hicieron 30 disparos contra las posiciones federales. Por otro lado, la artillería federal, con dos baterías que sumaban 12 piezas de 75 mm, respondió con casi el doble de disparos, con relativa precisión.
En las primeras horas de la tarde del 18 de julio, la situación comenzó a ser favorable para el bando federal, que contaba con superioridad numérica y ventaja de maniobra. En ese momento, la última reserva de las tropas constitucionalistas, la 1.ª Compañía del "14 de Julio" fue finalmente enviada a la línea de frente, ocupando el flanco norte. Sin embargo, en aquel momento ya había tropas constitucionalistas en estampida hacia la retaguardia, contagiando a las demás. Rodrigues Alves intentó contener a estos soldados, consiguiendo que algunos volvieran al combate, pero para entonces las trincheras ya estaban siendo tomadas por las tropas federales. En ese momento, los combatientes del "14 de julio" se limitaron a permanecer en fila al borde de la carretera, en un campo abierto y mal guarnecido.
A las 15h15 del 18 de julio, tropas de la 3.ª RC de la Brigada Militar Gaucha tomaron una trinchera constitucionalista de la 8.ª BCP, haciendo 27 prisioneros. La intensidad de los combates fue tal que los soldados gauchos se quedaron sin municiones. En ese momento, la situación entre los Constitucionalistas se descontroló y, antes de las 16 horas, el flanco norte cedió completamente. Aquella tarde, el coronel Christiano Klingelhoefer llegó a Itararé y asumió el comando del destacamento. Después de hacer una breve evaluación de la situación en todo el frente, se dio cuenta de que las tropas federales estaban a punto de envolver a las tropas paulistas, lo que representaba la amenaza de aplastar a todo el destacamento. Dada la situación, ordenó la retirada inmediata de todas las tropas del frente y del perímetro urbano de Itararé en dirección a la estación de Ibity. Al ver que las tropas paulistas se retiraban, el general Valdomiro ordenó a la artillería que evitase la ciudad, concentrando su fuego en la retaguardia paulista, en dirección a la vía férrea.
Ese día, en el flanco sur, en Itararé, el destacamento del coronel Sayão consiguió avanzar con la 13.ª RI y la 8.ª RI. En el lado federal, la situación también se tornó difícil, a pesar del éxito de la ofensiva: hubo varias bajas entre muertos y heridos, y gran fatiga entre los combatientes restantes, lo que redujo sustancialmente el ímpetu para nuevos avances. Con el agotamiento, las tropas federales suspendieron la ofensiva, eliminando temporalmente el riesgo de persecución y cortando la retirada de las tropas paulistas, que consiguieron hacer una retirada general con todo su material de guerra. El destacamento del Coronel Silva Junior fue entonces reforzado por el 13.º Batallón de Cazadores, que hasta entonces había estado en la reserva del comando.
En Itararé, el embarque de las tropas paulistas se realizó sin mucho orden. La artillería paulista fue colocada nuevamente en los trenes y enviada a la retaguardia en Itapetininga. Las tropas del 8.º BCP de la Fuerza Pública ocuparon algunos de los trenes, pero los voluntarios del Batallón "14 de julio" no subieron al tren, por falta de espacio, y realizaron la marcha de retirada a pie por la carretera.
El Capitán Sebastião do Amaral, comandante del 4.º Escuadrón RC de la FPSP, consiguió reagrupar los Escuadrones 1.º y 3.º, y con esta fuerza móvil consiguió cubrir la retirada general de las tropas paulistas durante toda la noche y hasta la mañana, realizando fuego de cobertura sobre algunas patrullas del 3.º RC de la BMRS. El Batallón "14 de Julio", aunque apenas combatió, quedó desmoralizado, con soldados que permanecieron sin alimentos durante casi 30 horas e incluso obligados a marchar a pie hasta la estación de Ibity durante la noche. Allí, parte del Batallón recibió la orden de cubrir la retirada del Ejército Constitucionalista. Horas más tarde, estas tropas subieron por fin al tren atestado que los llevaría a Faxina (actual Itapeva). A pesar del éxito de la retirada, el mando de las tropas constitucionalistas no supo aprovechar esta ventaja, ya que no llevó a cabo importantes destrucciones en la línea férrea, que podrían haber frenado el avance enemigo en algunos días. En la batalla de Itararé, un total de 45 prisioneros constitucionalistas fueron tomados: 40 hombres del 8.º BCP y 5 hombres del 3.º escuadrón RC, que fueron obligados a trabajar en los terraplenes del aeródromo y otros servicios a favor de las tropas federales.
En la ciudad de São Paulo, el comando del cuartel general del Ejército Constitucionalista siguió con aprensión el desarrollo de la batalla de Itararé y, al enterarse de los acontecimientos del 18 de julio, envió como refuerzo, en las primeras horas del día siguiente, la 1.ª Compañía del 6.º BCP de Santos, comandada por el mayor Arlindo de Oliveira. También fue enviado como refuerzo el 2.º Batallón Auxiliar de la Fuerza Pública (conocido como "Batallón Marcílio Franco"), que totalizaba cerca de 1500 combatientes voluntarios, 300 de Pirassununga, 300 de Penha y 670 de Santo Amaro, estos últimos formando posteriormente el Batallón "Borba Gato". En los días siguientes, otras unidades regulares y no regulares de São Paulo se dirigirían a ese frente para reforzar la resistencia al avance de las tropas federales.
En la mañana del 19 de julio, el coronel Klingelhoefer, considerándose incapaz de resistir otro ataque federal en el área comprendida entre la estación de Ibity y la estación de Engenheiro Maia, retiró sus tropas en dirección a Faxina. Ese mismo día, el general Valdomiro Lima envió la 13.ª RI para ocupar Itararé. Entre los días 19 y 20 de julio, llegaron las primeras tropas del Batallón "Marcílio Franco", junto con una compañía del Cuerpo de Bomberos de la Fuerza Pública, trayendo también municiones y armas. En los días siguientes, las tropas federales continuaron su avance en territorio paulista, tomando Faxina y amenazando Buri.
El 22 de julio, después de la caída de Itararé y Faxina, el general Bertoldo Klinger, comandante supremo del Ejército Constitucionalista, designó al coronel de ejército Brasílio Taborda para comandar los destacamentos de las tropas constitucionalistas en el frente sur, con el fin de reorganizar urgentemente las defensas.
En Buri, incluso aquel día, las tropas paulistas al mando del coronel Taborda improvisaron apresuradamente su línea de resistencia, contando con la ayuda del Tren Blindado n.º 1 para contener el avance de las tropas federales, que ya estaban a las puertas de la ciudad. Entre el 24 y el 27 de julio, en las afueras de la ciudad, tuvo lugar lo que más tarde se llamó la "Primera Gran Batalla de Buri". Con esta resistencia, las fuerzas paulistas consiguieron contener a sus adversarios durante varias semanas. A partir de entonces, las fuerzas federales no tendrían más avances fáciles, enfrentando feroces batallas y sufriendo grandes roces de combate a lo largo de 72 días de combates.
Años más tarde, en una declaración, el coronel Azarias Silva describió las circunstancias y razones de la caída de Itararé y la retirada de las tropas a Buri:

Las tropas estacionadas en Itararé, por un error imperdonable, no guarnecían el Paso Cypriano, situado al norte, a 12 kilómetros al nordeste de Itararé, por donde las tropas gaúchas habían entrado en 1930, y era lógico que las que venían contra São Paulo en 1932 hicieran lo mismo. Después de cruzar el Paso Cypriano, el enemigo se dirigió hacia Ibity, con el objetivo de cortar la retaguardia del destacamento Moraes Pinto. Afortunadamente, apareció el coronel Klingelhoeffer que, con su perfecta visión de la situación, ordenó la retirada de estas tropas hacia Ibity y de allí a Faxina, salvando así a todo el destacamento, compuesto por 1.700 hombres. Se critica la retirada de Itararé sin destruir la línea férrea. Pero, ¿qué podían hacer las tropas que guarnecían ese sector si no disponían de un cartucho de dinamita o incluso de un pico o un mazo?
Correio Paulistano, 18 de septiembre de 1935, Porque Itararé foi tomada, p4.

Entre las fuerzas federales que actuaban en los frentes de Itararé e Itapeva, hubo el episodio emblemático del teniente coronel del Ejército Plínio Alves Monteiro Tourinho, que desde Paraná se negó a luchar contra las tropas paulistas y manifestó su deseo de unirse a la causa constitucionalista. Sin embargo, este comandante fue detenido en Río de Janeiro, entonces capital federal. También había muchos adherentes de Paraná, la mayoría de los cuales se unió al 9.º Batallón de Cazadores de Reserva (9.º BCR). El 23 de julio, ocho jóvenes universitarios que estudiaban en la Universidad Federal de Paraná también llegaron a São Paulo, después de haber recorrido 120 kilómetros a pie, a través de bosques y pantanos, con el objetivo de llegar a São Paulo y ofrecer sus servicios a la causa de la Revolución: Kleper Gonçalves Palhano, agrimensor de Maranhão; Eloy dos Santos, de Minas Gerais; Nelson Straub, estudiante de medicina de Paraná; Paulo Ferreira de Barros, estudiante de medicina de São Paulo; Arthur Campanha Affonso, estudiante de medicina de São Paulo; y Octavio do Amaral Carvalho, estudiante de derecho de São Paulo.
En la región de Ourinhos, en el Paranapanema Inferior, el destacamento del coronel Pedro Dias de Campos fue responsable de la resistencia de esa posición. Desde los primeros días del levantamiento, organizó sus defensas a lo largo de la frontera con el estado de Paraná. Sus tropas estaban formadas inicialmente por la 9.ª B.C.P. de Bauru, intercalada con voluntarios civiles de Avaré, que componían la defensa desde Itaporanga hasta Presidente Epitácio, con las principales posiciones en Ourinhos, Chavantes y Fartura. El jefe de Estado Mayor del destacamento era el coronel retirado de la Fuerza Pública de São Paulo, José Sandoval de Figueiredo. El 19 de julio, estas tropas buscaron el apoyo de las guarniciones policiales del norte de Paraná, y publicaron comunicados llamándolas a unirse a la Revolución. El 31 de julio, la columna del teniente 1.º Naul de Azevedo ocupó la ciudad paranaense de Ribeirão Claro, donde las tropas paulistas fueron bien recibidas por la población, que simpatizaba con los paulistas y la causa constitucionalista. Todavía en esa ciudad, el teniente obtuvo el apoyo de las autoridades locales y de varios voluntarios que formaron un batallón local y se unieron a su columna, según un comunicado del alcalde de la época al gobernador Pedro de Toledo:

Les informo que en esta ciudad de Paraná se está formando, bajo un entusiasmo indescriptible, un batallón que se incorporará de inmediato a las Fuerzas Constitucionalistas con el nombre de "Caravana Académica Paranaense". Saludos. – (a) J. Monteiro de Barros, prefeito municipal. – Ribeirão Claro.
Diário Nacional, Ribeirão Claro, no Paraná, solidariza-se á Causa Constitucionalista, 5 de agosto de 1932, p1

También hubo otras adhesiones en ciudades vecinas. El teniente Naul de Azevedo se dedicó entonces a tomar las ciudades de Jacarezinho, Bandeirantes, Santo Antônio da Platina, Cambará y la aldea de Leoflora, aunque se enfrentó a una resistencia razonable por parte de las guarniciones locales leales al Gobierno Federal. El 4 de agosto, entre Jacarezinho y Santo Antônio da Platina, durante una patrulla con 10 hombres cerca del puente del río Jacarezinho, las fuerzas de Naul de Azevedo tuvieron su primer contacto con las tropas gubernamentales en esa región, combatiendo durante doce horas, lo que provocó la huida de sus adversarios. La toma de Jacarezinho, Santo Antônio da Platina y Bandeirantes fue asistida por el Batallón de Presidente Prudente, comandado por el teniente coronel Miguel Brisolla de Oliveira, que asumió la defensa de esas tres ciudades. La defensa de Cambará fue entregada a una compañía de granaderos del Batallón Floriano Peixoto y las tropas de Naul de Azevedo asumieron la defensa de Ribeirão Claro, preservando así la posición durante algunos días. Sin embargo, como los combates se intensificaron y las tropas se quedaron sin municiones y recursos generales, además de perder la importancia táctica de la posición, esas tropas recibieron órdenes del Jefe del Estado Mayor de la Fuerza Pública de regresar a territorio paulista, lo que ocurrió entre los días 8 y 9 de agosto. Después de cruzar el río Paranapanema, las tropas dinamitaron los puentes fronterizos y tomaron posiciones en la orilla paulista, aprovechando las defensas naturales y el terreno. A partir de entonces, emprendieron una larga resistencia contra las fuerzas federales sólo desde la orilla oriental del río. Con la caída de las ciudades más meridionales de esa región, como Buri, Itaporanga y Taquary, el coronel Pedro Dias de Campos se vio obligado a trasladar su línea de defensa a la región de Ribeirópolis (actual Taguaí). La ocupación federal de la región de Ourinhos fue llevada a cabo por Salto Grande en la madrugada del 26 de septiembre de 1932, cuando tropas del destacamento del coronel Moreira Lima cruzaron el río Paranapanema en canoa, en el punto de la desembocadura con el Río Pardo. Finalmente, tras horas de combate, tomaron la ciudad de Salto Grande y el puente ferroviario sobre el río Pardo, cortando el enlace ferroviario con la ciudad de Ourinhos. En la misma fecha, en una acción coordinada, las tropas comandadas por el coronel Fidêncio de Souza Mello Filho también cruzaron el río Paranapanema y finalmente ocuparon la ciudad de Fartura, situada a 100 kilómetros al sur de Ourinhos. Ambos destacamentos pertenecían al sector comandado por el general João Francisco. La ofensiva federal, aunque exitosa, se llevó a cabo a costa de muchas bajas ante la resistencia de las tropas paulistas, posicionadas a lo largo de la frontera entre los estados de Paraná y São Paulo, que hicieron amplio uso de armas automáticas e incluso de un tren blindado de la Compañía Sorocabana en un intento de detener el avance adversario. Con la destrucción de los puentes sobre el río Paranapanema, las tropas federales se vieron obligadas a construir puentes provisionales utilizando balsas. Ante la amenaza de que toda la fuerza se viera involucrada, en los días siguientes Ourinhos y Chavantes fueron evacuados por las tropas paulistas, que reubicaron sus defensas en los alrededores de Santa Cruz do Rio Pardo, Bernardino de Campos y Avaré, en la orilla este del río Pardo y del río Paranapanema, hasta el final definitivo de los combates, el 2 de octubre. Entre finales de septiembre y octubre de 1932, durante el avance en territorio paulista, las tropas del general João Francisco fueron responsables de episodios de violencia y saqueo contra las poblaciones locales de la región, siendo los casos más graves los ocurridos en Piraju, Ourinhos y Botucatu.
La región del municipio de Ribeira, entonces llamada Capela da Ribeira, comenzó a ser guarnecida el 10 de julio de 1932 por una pequeña compañía del 9.º BCP de la Fuerza Pública, dividida en cuatro pelotones y bajo el mando del 1.º teniente Benedicto da Silva Campos.
El 12 de julio, las primeras fuerzas federales se dirigieron a Capela da Ribeira, compuestas por dos pelotones de la Fuerza Pública de Paraná, bajo el mando del aspirante Ilo Fontoura.
El 17 de julio, los paulistas de Capela da Ribeira recibieron refuerzos del 2.º Escuadrón desmontado del Regimiento de Caballería de la Fuerza Pública Paulista, al mando del capitán José de Oliveira França, totalizando cerca de 300 hombres en la región, el equivalente a una compañía. Ese mismo día, el teniente coronel Azarias Silva, entonces comandante general del Regimiento de Caballería de la Fuerza Pública Paulista, asumió el mando del frente, instalando su Puesto de Mando a dos kilómetros de la retaguardia de las trincheras. En esa posición había 200 combatientes concentrados sólo alrededor de Capela da Ribeira, defendiendo el puente fronterizo entre los estados de São Paulo y Paraná. Hasta ese día, el bando federal había concentrado apenas 100 soldados del Ejército y de la Fuerza Pública de Paraná en esa posición. En Capella da Ribeira, los combates fueron diarios, con las tropas federales apuntando principalmente al puente fronterizo entre los dos estados.
Al igual que la defensa de las tropas paulistas en el Túnel de Mantiqueira, las tropas que defendían Ribeira tenían una gran ventaja en términos de terreno: trincheras extendidas a lo largo de 15 km a lo largo de la orilla del río Ribeira, bien fortificadas y situadas en laderas o posiciones en las colinas que bordean el río; el terreno paulista también era más alto que el del lado paranaense; y también tenían la protección natural de un río difícil de cruzar. El valor táctico de Ribeira para los paulistas era grande al inicio de la campaña militar, pues una vez preservada la posición, un segundo destacamento paulista podría atacar o incluso cortar la retaguardia de las fuerzas federales de Apiaí y Ribeirão Branco, lo que obligaría al adversario a retroceder hacia Paraná, favoreciendo una posible retoma de las posiciones perdidas en Itararé el 18 de julio.. 
El 18 de julio, en Pinhalzinho, a 6 kilómetros de Capela da Ribeira, a las 9 de la mañana el teniente Severino de la Fuerza Pública de São Paulo, con 65 soldados, emboscó un destacamento de caballería de la Fuerza Pública de Paraná comandado por el subteniente Alencar Guimarães, tomando algunos prisioneros y material de guerra. El 19 de julio, el 1.º Batallón de Infantería y un Escuadrón de Caballería de la Fuerza Pública de Paraná intentaron nuevas incursiones contra las posiciones constitucionalistas, pero volvieron a caer en una trampa mientras avanzaban por el terreno, dejando 5 muertos y 26 heridos, entre ellos el Teniente Imbuia.
En la última semana de julio, las fuerzas federales en Capela da Ribeira fueron incorporadas al destacamento del coronel Ayrton Plaisant, totalizando 1.500 hombres en esa plaza, incluyendo tropas de infantería y caballería de la Fuerza Pública de Paraná, además de otros contingentes del ejército. Como resultado, la ofensiva federal se intensificó sustancialmente en esa posición.
El informe sobre los primeros días de combate, elaborado por el teniente coronel Azarias Silva, comandante de las tropas paulistas que actuaban en ese subsector, aclaró los principales acontecimientos en ese campo de batalla:

Día 18 - A las 12 horas, dos oficiales de reconocimiento cruzaron el puente São Paulo-Paraná, dirigiéndose al encuentro del adversario en territorio paranaense, encontrándolo en el lugar llamado "Pinhalzinho". Cayendo por sorpresa sobre el adversario que descansaba y no estaba asegurado, lo dispersaron después de una ligera resistencia, haciendo uso de 15 caballos enjaezados y aprisionando a un soldado. Sólo se perdió un soldado. Día 19 - Alrededor de 200 adversarios molestaron a nuestras tropas de 13:00 a 13:5 con fuego incesante de ametralladora. Fueron rechazados sin lograr nada. Unos 40 soldados heridos y un oficial fueron transportados a la retaguardia de sus líneas, como pudimos ver desde nuestras posiciones. 20 - Un reconocimiento enviado al lugar donde tuvieron lugar los combates del día 18 encontró gran cantidad de material bélico, incluyendo ametralladoras, fusiles ametralladores, fusiles Mauser, mosquetones, etc., así como 6.600 cartuchos Mauser, abandonados por el adversario que se retiró. Enterramos el cadáver de un soldado adversario encontrado allí en Ribeira, con honras fúnebres pragmáticas. Día 21 - Este comando decidió transferir su C.P., que se encontraba a 2 km y medio de la retaguardia, a las líneas en un refugio subterráneo, para estar en contacto directo con las tropas atrincheradas. Día 22 - A las 16.45 horas de hoy, el enemigo lanzó un formidable ataque contra nuestras posiciones utilizando cañones, numerosas ametralladoras y fusiles ametralladores. A pesar de todo, fueron repelidos con la misma energía, sin lograr nada. Mantuvimos plenamente nuestras posiciones. No hubo pérdidas por nuestra parte. Día 23 - El enemigo atacó hoy nuestras líneas desde las 11.00 hasta las 11.40 horas y reanudó el ataque a las 12.00 hasta las 14.30 horas. Nuestras tropas se mostraron siempre firmes y entusiastas. A las 17h25 el adversario hizo un nuevo intento de tomar el puente São Paulo-Paraná, sin conseguirlo. Se retiró a las 18h45. Día 24 - Esta mañana, a las 2h30, el enemigo atacó violentamente con fuego de fusil y ametralladora todo nuestro frente. El ataque cesó a las 3.50 horas. No sufrimos ninguna baja y no cedimos ni un centímetro de terreno. Ribeira permaneció intransitable. Día 25 - A las 22.45 horas el enemigo atacó fuertemente nuestras posiciones, deteniéndose a las 23.35 horas. Una vez más el golpe fue fallido. Nos mantenemos firmes. Día 26 - A las 4 a.m. el enemigo comenzó a disparar fuertemente contra nuestras posiciones, continuando hasta la 1.45 a.m. A las 2 a.m. reanudaron el fuego, que cesó veinte minutos después. No respondimos al fuego enemigo con el objetivo de desmoralizarlo. A las seis y cinco minutos, un centenar de adversarios descendió por la ladera de la colina "Corumbé" y atacó nuestras fortificaciones cerca del puente São Paulo-Paraná. Fueron rechazados enérgicamente y se retiraron en estampida, a pesar de contar con el apoyo de ametralladoras. Este intento de tomar posesión del mencionado puente y apoderarse de Ribeira fracasó, y sólo nos rendiremos cuando detone el último proyectil. Ribeira, 27-7-932.
A Gazeta, Notícias do coronel Azarias Silva, 16 de agosto de 1932, p4.

En Capela da Ribeira también hubo importantes adhesiones, siendo la más notable la del capitán del 1.º Batallón de Infantería de la Fuerza Pública de Paraná, Hermínio da Cunha Cesar, que después de pasarse al bando paulista se convirtió en subcomandante del 9.º BCR, tropa formada en gran parte por voluntarios paranaenses que participaron en importantes batallas en Buri y Campina do Monte Alegre, junto con el destacamento del coronel Christiano Klingehoefer.
Sin embargo, las defensas paulistas en esa posición cayeron a las 10 de la mañana del 31 de julio, después de un consumado combate de las tropas federales. El día anterior, cerca de 20 oficiales y soldados habían desertado de las tropas del teniente coronel Azarias Silva, liderados por los hermanos y tenientes Agostinho y Antônio Navarro Munhoz, miembros del Regimiento de Caballería de la Fuerza Pública de São Paulo. Estos desertores, después de abandonar sus posiciones, cruzaron el río Ribeira hasta la orilla del Paraná. Entonces se rindieron al enemigo y manifestaron su deseo de desertar y colaborar con las fuerzas federales. Así, entre los días 30 y 31 de julio, las tropas del coronel Ayrton Plaisant, ayudadas por los hermanos Navarro, se dividieron en dos grupos y cruzaron el río Ribeira por dos puntos ciegos para las guarniciones paulistas, previamente indicados por los oficiales desertores. Estos puntos de cruce se encontraban a pocos kilómetros río arriba y río abajo del puente fronterizo entre los dos estados. Las fuerzas federales realizaron entonces el cruce utilizando cuerdas y canoas improvisadas. Una vez cruzado el río Ribeira, los dos grupos se dirigieron unos 6 kilómetros hacia la retaguardia paulista, moviéndose en pinza hacia el punto de conexión. A partir de esta posición, comenzaron a cortar la retaguardia y a atacar a las tropas paulistas, completando el asedio. Finalmente, el teniente coronel Azarias Silva recibió la orden de rendirse tras 18 días de encarnizados combates en un terreno accidentado. El comandante paulista fue arrestado junto con un grupo formado por el capitán Benedicto da Silva Campos, el capitán José de Oliveira França y el subteniente Liberato Vianna, además de 56 soldados. El yerno del teniente coronel, el civil Iracy Teixeira, que formaba parte del grupo en aquel momento, también fue detenido. Sin embargo, tras cierta resistencia, los efectivos paulistas restantes consiguieron escapar hacia la retaguardia y se unieron al destacamento paulista recién llegado a Apiaí. Posteriormente, los hermanos Navarro se unieron al destacamento del coronel Plaisant y lucharon contra sus propios camaradas de las fuerzas paulistas.
Los comunicados del evento dan cuenta de algunos detalles del mismo:

El Sr. Interventor Federal recibió ayer el siguiente telegrama: "Capela Ribeira, 31 - 15.55H - He enviado a esta capital a los siguientes oficiales: Teniente Coronel Azarias Silva, Capitán José Oliveira França, Capitán Benedito Silva Campos, Tenientes Liberato Viana, Waldemar S. Braga, João Oliveira Melo y Antonio Navarro Munhoz [este último], que se presentó puntualmente ayer, más otros veintitantos soldados. Pido que el teniente Navarro y los soldados mencionados no sean tratados como prisioneros. Han expresado su deseo de unirse a mi fuerza. (a) Coronel Plaisant.
O Dia, A occupação paranaense de Capella da Ribeira, 2 de agosto de 1932, p1

En octubre de 1932, días después del fin de la guerra, el capitán José Oliveira França aclaró las razones principales de la caída de Ribeira:

S. Paulo, 24 (União) - En declaraciones a la prensa, el capitán José França, de la Fuerza Pública de São Paulo, declaró que las fuerzas gubernamentales se apoderaron de la Capella da Ribeira en los primeros momentos del movimiento revolucionario porque hubo traición por parte de varios oficiales rebeldes [paulistas].
Correio do Paraná, Trahim os companheiro!, 24 de octubre de 1932, p1

Esas razones fueron confirmadas también por el propio Comandante General de la Fuerza Pública de São Paulo, el coronel Herculano de Carvalho e Silva: 

(...) De no haber sido por uno de los muchos actos individuales que empañaron la nobleza de la causa paulista y la dignidad del uniforme, ese paso difícilmente se habría cruzado.
A Revolução Constitucionalista (1932), H. C. Silva, p158.

El teniente coronel Azarias Silva confirmó posteriormente esta información tras salir de prisión. Sin embargo, en ese momento, la posición de Capela da Ribeira estaba condenada a caer en manos del gobierno, debido al corte de la retaguardia paulista alrededor de la ciudad de Apiaí, después de haber sido tomada el 2 de agosto por tropas del destacamento del teniente coronel Boanerges. El comandante paulista aclaró las circunstancias de la caída de esa posición:

(...) Ribeira cayó con 3 oficiales y sólo 56 soldados. No pasé por Xiririca, de la cual estuve a 200 kilómetros de distancia. El efectivo de mi tropa nunca superó los 300 hombres de los que 200 eran de Ribeira.
Jornal do Brasil, 2 de noviembre de 1932, p1.

El envío de refuerzos para ayudar a los paulistas en Capela da Ribeira fue infructuoso debido a la llegada tardía del destacamento del mayor Luís Tenório de Brito, que sólo llegó a Apiaí el 31 de julio, precisamente la fecha de la caída de esa ciudad. El retraso también les impidió tomar a tiempo Ribeirão Branco, su principal objetivo, que unos días antes había sido tomado por tropas federales al mando del teniente coronel Boanerges, procedentes de Faxina. El destacamento del Mayor Tenório de Brito, entonces estacionado en Apiaí - con cerca de 600 combatientes formados por el 2.º Batallón de Voluntarios del Regimiento "9 de julio" y algunos soldados del Cuerpo de Bomberos - fue envuelto por dos fuerzas contrarias: al sur, por las tropas del Coronel Ayrton Plaisant; y al norte y al oeste, por las tropas del teniente coronel Boanerges. Las fuerzas federales sumaban más de 3.000 combatientes en la región, compuestos por la policía de Paraná, la 13.ª RI, la 7.ª RI, la 13.ª BC, la 5.ª RAM, un escuadrón de la 5.ª RCD y el Cuerpo Auxiliar de la Brigada Militar Gaucha. Rodeados, los paulistas recibieron la orden de rendirse, que ignoraron. Luego, tras el fuego de cobertura, consiguieron escapar en dirección a Xiririca (actual Eldorado) por Iporanga, perseguidos por un escuadrón de caballería de la Fuerza Pública de Paraná.
Según informe del teniente Stoll Nogueira, del Ejército Federal, sobre las circunstancias de la toma de Apiaí:

Alcanzado el cruce de la carretera de Ribeirão Branco con la carretera general, en el lugar llamado Capinzal, el destacamento de Boanerges tuvo que mantener dos frentes hacia Guapiára, al N. y hacia Apiaí, al S. Sin embargo, el diálogo del día 2 llevó a los 600 hombres de Apiaí a la convicción de que sería inútil intentar la retirada sobre Guapiára-Capão Bonito, Sin embargo, el diálogo del día 2 llevó a los 600 hombres de Apiaí a la convicción de que sería inútil intentar la retirada por Guapiára-Capão Bonito, induciéndolos a tomar la arriesgada aventura de huir por Iporanga-Xiririca, a pesar de que gran cantidad de material había sido abandonado en Apiaí. De esta forma, el día 4, el destacamento pudo desmarcarse del S. y comprometer todos sus medios en dirección a Guapiára. El ataque, que había sido planeado durante la lluviosa noche del 2 al 3, fue desmontado con una contra-preparación de nuestra artillería. No fue hasta las 9h40 del día 3 que el enemigo lo lanzó, apoyándolo con algún fuego de artillería, que fue detenido a las 14h30. Cuatro soldados y un oficial (Teniente Almada) resultaron heridos y un caballo muerto. En ese momento, mientras el Destacamento Boanerges contenía la impetuosidad de la onda N., la columna Plaisant ocupaba Apiaí, que había sido abandonada por los fugitivos de Iporanga. Ese mismo día, el Dest. avanzó un poco, cerca de 2 kilómetros, pero fue detenido por los refuerzos recibidos por el enemigo en camiones procedentes de Capão Bonito. A las 20h, nuevos camiones descargaron tropas en el frente. Parecía preparado para un gran combate, aunque la noche era oscura y con violentas tormentas. Las furias celestes, al parecer, lo contuvieron. El terreno era difícil para la progresión: una serie de crestas sucesivas, cubiertas de matorrales o vegetación densa, todas bajo el mando de posiciones adversas. Un revoltijo de camiones y pistas secundarias atormentaba sus preocupaciones. En una verdadera carrera hacia las alas, los constitucionalistas intentaron abrirse paso. Obligaron así al Dest. a comprometer a sus tropas del 2º escalón y, finalmente, incluso a sus reservas. Y tal fue la amplitud de estos intentos que el frente alcanzó finalmente una longitud total de unos 3 kilómetros (uno y medio a cada lado de la carretera). Luchando día y noche, las tropas empezaron a mostrar su fatiga. Ansiosos por alcanzar su objetivo, estudiaron la marcha, olvidándose incluso de repostar, despojándose de sus mochilas y acelerando su avance. La lluvia, una vez acompañada de granizo, cayó inclemente sobre la fuerza desamparada, sin tiendas ni ropa de abrigo, deprimiendo aún más las energías de los combatientes, aunque su moral era excelente. Las comunicaciones a lo largo de la carretera se hicieron imposibles, dados los daños causados por las inundaciones y la intensidad del tráfico. Como consecuencia, los suministros escasearon y la mayoría se quedaron atrás. Nos ayudó la columna Plaisant, que acababa de recibir otro convoy procedente directamente de Curitiba.
O Dia, 13 de septiembre de 1932, Os combates de Capinzal, pp1-4

Como en los otros frentes, las tropas federales comandadas por el general Valdomiro Castilho de Lima, en mayor número y mejor equipadas, fueron ocupando las ciudades de Buri, Taquary, Chavantes, Ourinhos, Piraju, Capela da Ribeira, Apiaí, Guapiara y Capão Bonito. A principios de octubre, estas fuerzas fueron contenidas por la resistencia paulista en las márgenes del río Paranapanema, amenazando con avanzar sobre la capital paulista. Según el entonces capitán Joaquim Justino A. Bastos, entonces jefe del Estado Mayor del coronel Brasílio Taborda, las fuerzas federales comandadas por el general Valdomiro Lima sumaban un promedio de cerca de 15.000 soldados regulares en aquel frente, contra una fuerza de 5.000 combatientes del Ejército Constitucionalista, compuesta en gran parte por tropas no regulares, cuya línea de defensa se extendía por varios centenares de kilómetros en la fase final del conflicto.
Las principales batallas de esa campaña militar fueron: Itararé (16 a 18 de julio); Jacarezinho (4 a 9 de agosto); Buri (24 y 27 de julio); Ribeira (16 a 31 de julio); Apiaí (31 de julio a 4 de agosto); Guapiara (3 a 12 de agosto); Vitorino Carmilo, en Buri (15 a 16 de agosto); Caputera, al norte de Itapeva (2 a 4 y 20 a 25 de agosto); Apiaí Mirim, en Capão Bonito (20 a 26 de agosto); Fundão, en Buri (20 a 1 de septiembre); Lygiana, en Campina do Monte Alegre (18 de agosto a 2 de octubre); Cerrado, en Capão Bonito (15 a 19 de septiembre); Ribeirópolis, actual Taguaí (18 a 22 de septiembre); y Taquaral Abaixo, en Capão Bonito (30 de septiembre a 4 de octubre). 
El coronel Brasílio Taborda, tras asumir el mando del sector de combate sur, adoptó con éxito una estrategia eminentemente defensiva y profunda, basada en la doctrina militar alemana. En ese frente, buscó apenas contener las tropas federales, cediendo gradualmente terreno a su adversario a costa de grandes fricciones de combate, frenando al máximo el avance federal. Con ello, pudo ahorrar recursos y asegurar que las tropas constitucionalistas en los otros frentes tuvieran la oportunidad de tomar la ofensiva hacia la capital federal del país y cumplir finalmente el objetivo del levantamiento, que era deponer al gobierno provisional y convocar una Asamblea Constituyente. Hasta el final del conflicto, el coronel tuvo un éxito relativo en este objetivo, ya que las tropas comandadas por el general Valdomiro Lima, desde el 22 de julio hasta el 2 de octubre, fecha de la rendición oficial de los paulistas (un total de 72 días), consiguieron avanzar sólo 20 km más allá de la ciudad de Buri. En el momento de las negociaciones de paz entre las tropas enfrentadas, a principios de octubre, las tropas federales todavía estaban contenidas por el río Paranapanema, con las trincheras paulistas posicionadas en la orilla este.

#### Sector litoral
Al inicio del conflicto, el Ejército Constitucionalista estableció un perímetro de defensa en torno al puerto de Santos por medio de minas submarinas y guarniciones de artillería e infantería situadas en el Fuerte de Itaipú y otros puntos estratégicos de la región de Santos, para imposibilitar la aproximación de la escuadra de la Marina de Brasil o el ataque de sus infantes de marina, comandados en la época por el ministro de Marina Protógenes Guimarães. Sin embargo, esta escuadra cercó la costa de São Paulo, imposibilitando el envío de recursos y suministros a las tropas y a la población paulista, lo que puso en grave peligro la capacidad militar y el comercio de São Paulo. Las minas submarinas fueron diseñadas y fabricadas por ingenieros y técnicos vinculados a la Escuela Politécnica de São Paulo.
El destacamento del litoral paulista era comandado por el coronel del Ejército Cristóvão Colombo de Melo Matos. La defensa de São Paulo abarcaba todo el litoral del estado y localidades de la sierra, con guarniciones instaladas en puntos estratégicos, como Santos, Praia Grande, Guarujá, Peruíbe, Cananéia, Ubatuba, entre otros, y también en Jacupiranga y Xiririca (actual Eldorado). En el litoral sur, hubo importantes combates en Cananeia, Colônia Santa Maria y Xiririca, así como en la frontera con Paraná, en Guaraqueçaba, entre la policía paranaense y unidades paulistas compuestas por la Compañía del Ejército Aislado de Santo Amaro, voluntarios locales y la 9.ª B.C.P. de la Fuerza Pública de São Paulo. El litoral del estado permaneció en manos de la policía paulista hasta el fin del conflicto, el 2 de octubre de 1932.

#### Sur de Mato Grosso (actual Mato Grosso del Sur)
El entonces estado de Mato Grosso fue el único aliado de São Paulo en el conflicto. Tras el estallido de la sublevación, la región sur del estado, ahora conocida como Mato Grosso do Sul, se emancipó declarando su autonomía y apoyando la sublevación. El nuevo estado pasó a llamarse Estado de Maracaju, cuya capital era Campo Grande y con Vespasiano Barbosa Martins a cargo del gobierno del estado.
En julio de 1932, el general Bertoldo Klinger comandaba el Distrito Militar de Mato Grosso y, durante los preparativos del levantamiento, prometió llevar 5.000 soldados y abundante munición de aquel estado para engrosar las filas de las tropas paulistas. Sin embargo, con la repentina destitución del general el 8 de julio, debido a una carta ofensiva enviada el día 1 de ese mes al ministro de Guerra Augusto Espírito Santo Cardoso, las conspiraciones en curso en Mato Grosso se vieron comprometidas, así como la adhesión total a la sublevación de las unidades del Ejército con sede en ese estado, especialmente las unidades ubicadas en Cuiabá y la región de Corumbá, que fueron ajenas a la situación y terminaron permaneciendo leales al gobierno federal o tuvieron sus comandantes arrestados cuando estalló el conflicto. Para reemplazar al general Klinger, el coronel de ingeniería del Ejército Oscar Saturnino de Paiva fue nombrado interinamente al mando de ese Distrito Militar. Sin embargo, Saturnino de Paiva también se unió al levantamiento que estalló en São Paulo al día siguiente, lo que facilitó enormemente la alianza entre los paulistas y aquellas unidades del Ejército y de la Fuerza Pública de Mato Grosso. El coronel también participó en la ceremonia de creación del nuevo Estado y en la toma de posesión de su aclamado gobernador, Vespasiano Martins, que tuvo lugar en la tarde del 11 de julio de 1932.

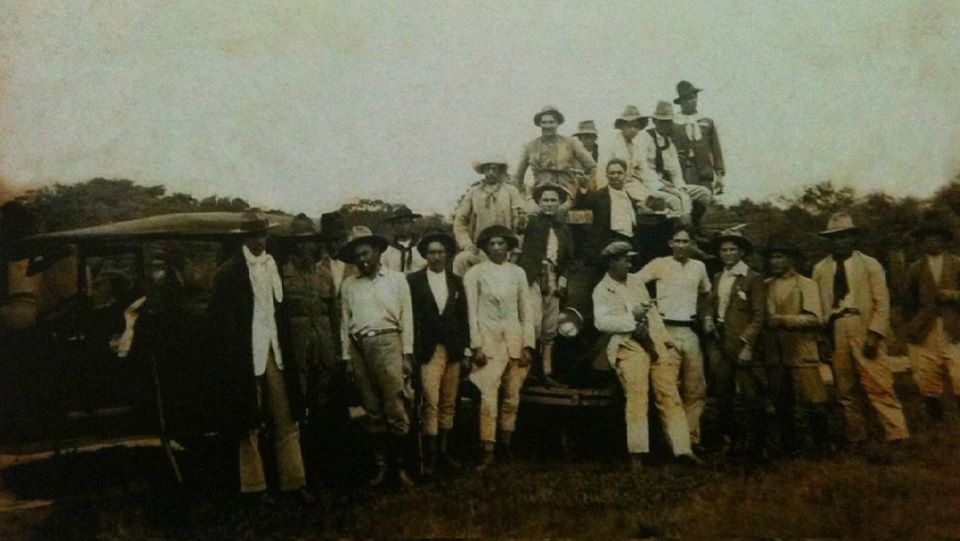
Combatientes sul-mato-grossenses durante la Revolución Constitucionalista de 1932.

El sector respectivo al estado de Maracaju entonces comandado por el coronel Oscar Saturnino de Paiva fue entregado aún en el mes de julio para el teniente coronel Francisco Jaguaribe Gomes de Matos, que a principios de septiembre vino a ser sustituido por el coronel Nicolau Bueno Horta Barbosa. Al mes siguiente, el coronel Saturnino de Paiva asumió el mando del destacamento de São Paulo en lo que se conoció como el sector oriental de la batalla, ubicado en la región de Campinas. Desde las primeras batallas, los destacamentos constitucionalistas de Maracaju tomaron la ofensiva para asegurar posiciones estratégicas para controlar la región. Hacia el este, las tropas desbarataron una columna de soldados federales en Santana do Paranaíba, así como otra de Goiás, con varios elementos detenidos. Las fuerzas federales también fueron repelidas en Três Lagoas y Porto XV de Novembro. Al norte, en Coxim, también derrotaron a una columna procedente de Cuiabá, formada por una pequeña compañía de la 16.ª Brigada del Ejército y otra de la 1.ª Brigada de la Fuerza Pública, que pretendían tomar Campo Grande. Más al sur, en Bela Vista, los rebeldes tomaron la ciudad después de una repentina resistencia del interventor municipal Mário Garcia y del comandante del 10.º R.C.I., que inicialmente habían declarado su apoyo a la Revolución. Hacia el oeste, los combates fueron más intensos, y las tropas revolucionarias tomaron la ciudad de Corumbá, la Base Fluvial de Ladário, Porto Esperança, Fuerte Coimbra y, finalmente, Porto Murtinho, el 12 de septiembre de 1932, donde derrotaron a la flotilla liderada por el monitor fluvial Pernambuco y al destacamento gubernamental comandado por el coronel de ejército Leopoldo Nery da Fonseca Junior. Las batallas para tomar Porto Murtinho y Porto Esperança fueron los logros más notables de las tropas en el conflicto, cuya victoria también garantizó a los rebeldes el control de toda la región que hoy forma parte del estado de Mato Grosso do Sul. Además, aseguraron el acceso al Océano Atlántico a través del Río Paraguay, el Río Paraná y la frontera brasileña con Bolivia y Paraguay para permitir la entrada de recursos bélicos a favor de las tropas revolucionarias, ya que el puerto de Santos estaba bloqueado por la escuadra naval gubernamental. A mediados de septiembre, parte de la fuerza de Mato Grosso vino a reforzar los frentes sur y este de São Paulo, con el Batallón Visconde de Taunay y una unidad de artillería viajando a Capão Bonito para combatir a las tropas gauchas. El control de la región sur del entonces estado de Mato Grosso permitió a los revolucionarios el acceso al exterior, hasta entonces restringido, e incluso la transferencia de los nuevos aviones adquiridos en los Estados Unidos. La actuación de las tropas de Maracaju fue posteriormente reconocida como notable por los comandantes paulistas.
En una carta dirigida al general Bertoldo Klinger después del conflicto, el coronel Horta Barbosa recordaba con orgullo los logros de sus tropas en Maracaju:

Presionábamos por todas partes, además de hacer la guerra por radio; así que nos reinstalamos en Porto Esperança; una vez aislada Coimbra de Corumbá y de la flotilla, fuimos a buscarla al lugar de descanso previsto y la perturbamos tanto que provocamos el pánico y preparamos nuestra entrada en aquella ciudad; al mismo tiempo, Porto Murtinho, también aislada y consciente de su impotencia, iba a ser nuevamente hostigada y finalmente ocupada. Una vez hecho esto, Coimbra tendría que resignarse a rendirse sin hostilidades inútiles. En resumen, teníamos la iniciativa y la preponderancia moral; estábamos "desenmascarando" al adversario en Paraguay, mientras Coxim descansaba tranquilamente y en Três Lagôas el Mayor Noronha sólo esperaba algunos días más para dar el paso seguro y cerrar la boca del saco en el que, entre el Sucuriú y el Paraná, se habían entrometido los temerarios adversarios...

Hasta la fecha de la rendición, el 2 de octubre, el territorio del estado de Maracaju seguía siendo una zona de libertad para los paulistas, y muchos de los líderes de la sublevación huían a través de Campo Grande del asedio gubernamental en vísperas del armisticio. Sin embargo, entre el 3 y el 4 de octubre, las tropas rebeldes situadas en Campo Grande, tras enterarse del armisticio en São Paulo, se amotinaron y arrestaron a su comandante, el coronel Nicolau Horta Barbosa. Sin embargo, las demás regiones del Estado permanecieron en manos de los insurgentes durante algunas semanas más, hasta que negociaron la deposición de las armas y su rendición a las tropas federales. El último reducto revolucionario estaba en la región de Bela Vista y Ponta Porã, cuyo destacamento constitucionalista comandado por el coronel Jaguaribe de Mattos sólo se rindió el 25 de octubre a las tropas federales comandadas por el teniente coronel Francisco Gil Castelo Branco. A pesar de la derrota militar de los rebeldes, el 1 de enero de 1979 se concretó la división regional que había tenido lugar en 1932 con la creación de los estados de Mato Grosso y Mato Grosso do Sul, división deseada desde el final de la Guerra del Paraguay.

#### Río Grande del Sur
Aunque el general Flores da Cunha, entonces interventor de Río Grande del Sur, fuera aliado de Getúlio Vargas en aquel conflicto, un grupo de gauchos se unió a la lucha contra el régimen provisional de Vargas. Este grupo estaba liderado por Borges de Medeiros y consistía en un batallón de unos 450 hombres. A pesar de ser una fuerza pequeña e incapaz de neutralizar a las tropas leales a Vargas, utilizaron tácticas de guerrilla en un intento de distraer a las tropas federales en Rio Grande do Sul para evitar que enviaran destacamentos para reforzar a las tropas federales que luchaban contra São Paulo.
Sin embargo, el frente riograndense de la Revolución Constitucionalista llegó a su fin en la Batalla de Cerro Alegre, en el municipio de Piratini, el 20 de septiembre de 1932, cuando murieron más de 200 hombres de las fuerzas rebeldes, y Borges de Medeiros fue arrestado posteriormente.  La derrota de los rebeldes en Río Grande del Sur a finales de ese mes, sumada a las dificultades de las tropas de resistencia en São Paulo con la falta de recursos militares, fueron algunas de las razones para que el comandante supremo del Ejército Constitucionalista solicitara un armisticio el 28 de septiembre e iniciara negociaciones para rendirse a las fuerzas gubernamentales.

### Fin del conflicto

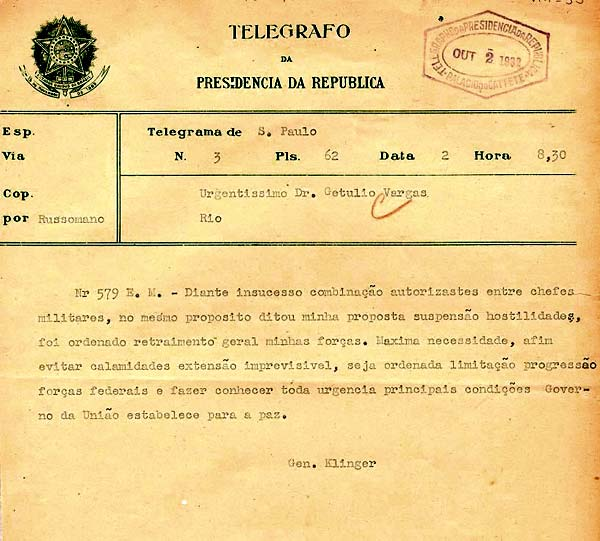
Telegrama comunicando el fin de las hostilidades.

A mediados de septiembre de 1932, la situación económica del estado de São Paulo era precaria, debido al asedio militar y al aislamiento comercial. Además, las ciudades del interior del estado estaban siendo gradualmente invadidas por las tropas de Getúlio Vargas y la capital del estado estaba cada vez más amenazada por la ocupación militar. La asfixia comercial era causada, en gran parte, por el bloqueo del puerto de Santos, impidiendo el envío de suministros básicos a la población del estado e imposibilitando también la reposición de recursos militares para las tropas constitucionalistas, lo que hacía cada vez más insostenible su poder defensivo, que hasta entonces había sido posible gracias a las contribuciones de sus ciudadanos y a la movilización de voluntarios en la producción y distribución de suministros. A esto se sumaba el hecho de que prácticamente toda la industria paulista estaba paralizada debido al conflicto o se dedicaba a producir materiales y suministros para las tropas constitucionalistas. 
Durante los tres meses de conflicto, los comandantes del Ejército Constitucionalista esperaban un punto de inflexión en el curso de la guerra, de modo que pudieran salir del cerco militar para reanudar la ofensiva y cumplir finalmente el objetivo del movimiento armado, que era deponer al gobierno provisional presidido entonces por Getúlio Vargas. Sin embargo, con sucesivos reveses en los campos militar, político, diplomático, económico y logístico, los comandantes de las Fuerzas Constitucionalistas dimitieron y pidieron al gobierno provisional un armisticio para iniciar las negociaciones de rendición. Entre los factores que impulsaron esta decisión, estaban la dificultad de los rebeldes paulistas para fabricar a tiempo suficientes recursos bélicos; la frustración con la adquisición de recursos bélicos en el exterior después de la ostentosa acción diplomática del gobierno provisional, que consiguió detener las compras que se habían hecho; la frustración con el no reconocimiento internacional del estado de beligerancia; el control político o el encarcelamiento por parte del gobierno federal de importantes estados aliados de los rebeldes; la estampida de los rebeldes en Río Grande del Sur; el asedio e inminente caída de los centros militares de Campinas y Limeira, lo que significaría prácticamente la toma de la capital paulista por el gobierno y, con ello, la inviabilidad de los demás frentes de combate; y, finalmente, la asfixia comercial resultante del asedio militar, que llevó a una escasez generalizada de alimentos, combustible, repuestos y material bélico, entre otros recursos fundamentales para que los rebeldes sostuvieran la guerra. 
Conscientes de la inminente derrota militar, el comandante supremo del Ejército Constitucionalista, general Bertoldo Klinger, y el comandante general de la Fuerza Pública de São Paulo, coronel Herculano de Carvalho e Silva, obtuvo un armisticio y entabló negociaciones para el fin definitivo del conflicto con el general Pedro Aurélio de Góis Monteiro, comandante militar del destacamento oriental y representante del gobierno provisional. Después de algunos días de negociación, el 2 de octubre de 1932, en la ciudad de Cruzeiro, se firmó finalmente la rendición, poniendo fin al conflicto. Entre los términos del acuerdo, se estableció que la Fuerza Pública de São Paulo volvería a sus cuarteles para retomar sus funciones en la seguridad pública del estado y el coronel Herculano de Carvalho e Silva asumiría el gobierno del estado de São Paulo de forma interina hasta la llegada del interventor designado por Getúlio Vargas. Con la retirada general de las tropas de la Fuerza Pública de São Paulo, las demás tropas constitucionalistas compuestas por combatientes del Ejército y voluntarios, viéndose incapaces de sostener los combates debido a esta gran pérdida en sus líneas defensivas, abandonaron también las trincheras en dirección a la capital y dieron por terminados definitivamente los combates.
El 6 de octubre, el general Valdomiro Castilho de Lima, entonces comandante de las fuerzas militares en el sur de Brasil, asumió la intervención en el estado de São Paulo. Era la segunda vez en menos de dos años que tropas de Río Grande del Sur ocupaban la capital paulista, la primera había sido durante la revolución de 1930. Con la derrota militar de la Revolución Constitucionalista, la mayoría de sus líderes fueron exiliados a la ciudad de Lisboa en Portugal.

## Consecuencias

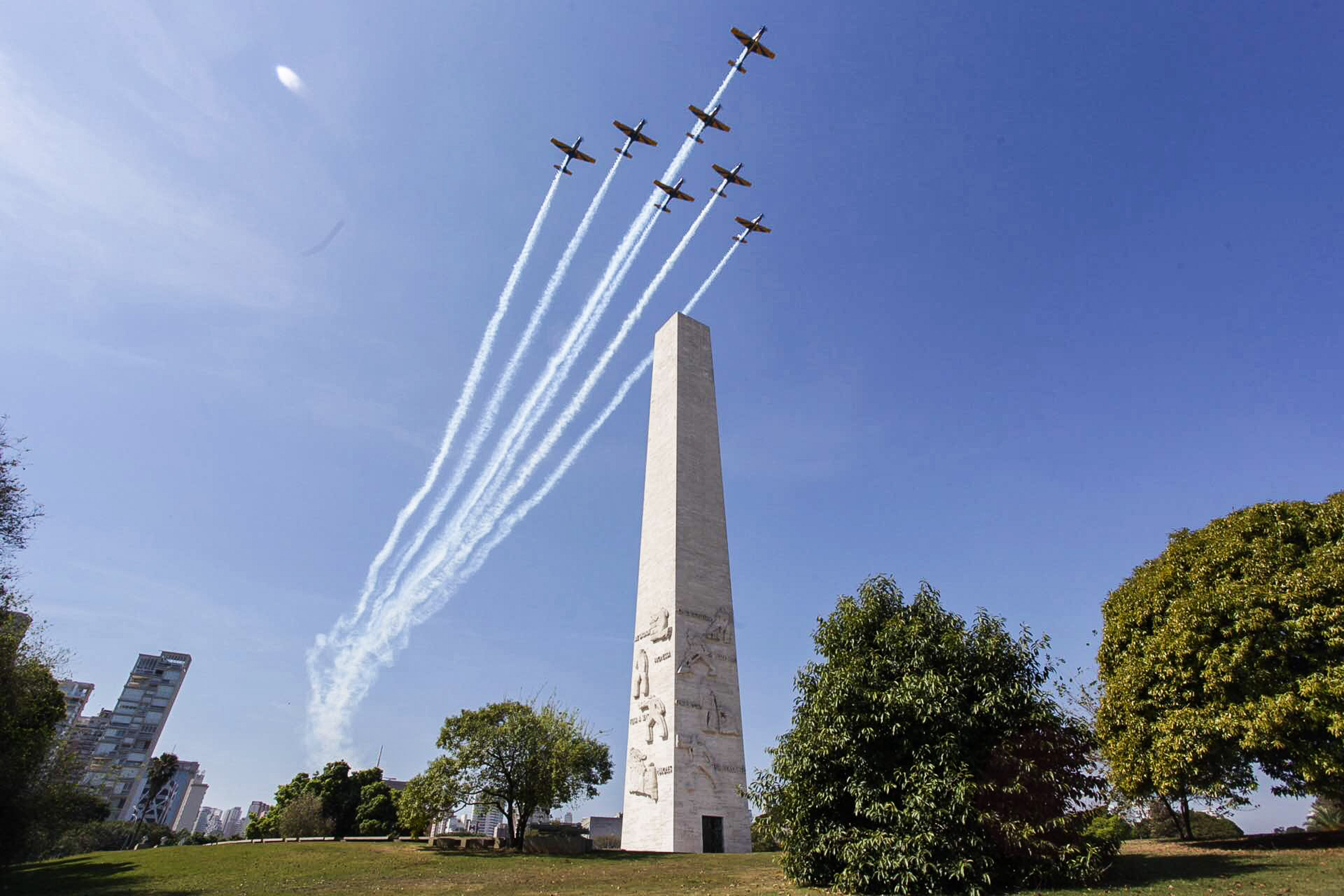
Obelisco de São Paulo, en el Parque Ibirapuera, construido en homenaje a los héroes de la Revolución Constitucionalista.

Al final del conflicto, con excepción de los miembros de la Fuerza Pública de São Paulo, los principales líderes civiles y militares del Movimiento Constitucionalista fueron enviados al exilio en Portugal. Entre los paulistas, las bajas se estiman en más de mil muertos. Hoy, el mausoleo del Obelisco do Ibirapuera alberga las cenizas de 713 excombatientes, así como las de los cinco jóvenes muertos en la protesta contra el gobierno de Getúlio Vargas, el 23 de mayo de 1932. Aunque nunca se ha hecho público el número de bajas por parte del Gobierno Provisional, Frank D. MacCann utiliza el testimonio del agregado militar estadounidense que, tras recorrer los lugares de la batalla, cifró en 1050 los muertos y en unos 3800 los heridos. La Revolución de 1932 fue considerado por los historiadores como uno de los mayores conflictos en la historia brasileña del siglo XX
En la versión del gobierno federal provisional, entonces presidido por Getúlio Vargas, el conflicto no era necesario porque ya se habían programado elecciones generales para el año siguiente. Por otro lado, según los líderes del levantamiento, las elecciones de 1933 y la Asamblea Constituyente no habrían tenido lugar, ni tampoco la redemocratización y el Estado de Derecho en Brasil, de no haber sido por el Movimiento Constitucionalista de 1932. Sin embargo, con la excepción del estado de São Paulo, en el resto del país prevalece la versión de Getúlio Vargas y sus partidarios, según la cual la bandera de la constitucionalización del país fue un mero subterfugio de los viejos políticos paulistas para recuperar el poder después de haber sido desalojados de él con la Revolución de 1930 y, por lo tanto, ellos fueron los verdaderos culpables del movimiento armado. La tesis varguista sostiene también que se trató de una conspiración orquestada por la élite paulista que, en posesión de los medios de comunicación estatales de la época y utilizando a la población paulista como masa de maniobra, pretendía deponer a Vargas de la Presidencia de la República para devolver al poder a un representante de la oligarquía paulista hasta entonces condenada al ostracismo político. También afirma que, al fracasar este objetivo inicial, la rebelión adquirió un velado carácter separatista. Por último, esta versión exalta la figura de Getúlio Vargas debido a los esfuerzos de pacificación nacional del gobierno provisional tras el conflicto, atribuyéndole las concesiones políticas a los rebeldes, el cumplimiento de prácticamente todas las reivindicaciones que motivaron la revolución, así como la reconciliación con los líderes paulistas.
Después del conflicto, a pesar de la victoria militar del gobierno federal provisional, Getúlio Vargas fue presionado por la coalición política y militar que lo apoyaba porque había asumido varios compromisos políticos y financieros con líderes estatales y militares, comprometidos como moneda de cambio en la alianza para combatir a los rebeldes, además del considerable endeudamiento del Tesoro Nacional para financiar la ofensiva contra los insurgentes. Además, los líderes de la coalición que apoyaba al gobierno exigieron, una vez finalizado el conflicto, un esfuerzo de pacificación nacional para la normalización política y económica del país. Para ello fue decisiva la elección para formar la Asamblea Constituyente. Por otro lado, el gobierno provisional perdió importantes bases de apoyo político que hasta entonces habían sostenido las directrices del régimen, como fue el caso de los "lugartenientes" representados por el Clube 3 de Outubro, contrarios a la constitucionalización del país y que acabaron perdiendo su influencia política en el período posterior al conflicto. En este nuevo contexto, Getúlio Vargas se vio acorralado políticamente y tuvo que hacer concesiones para mantener a su grupo político en el poder.
Las concesiones del gobierno provisional fueron de naturaleza política y económica, lo que incluía a São Paulo en el esfuerzo por pacificar el país y normalizar los negocios en el país, así como evitar nuevos desacuerdos políticos, con el fin de obtener el apoyo político mínimo necesario de los estados para que el Poder Ejecutivo Federal pudiera funcionar. En aquella época, el estado de São Paulo era una de las mayores economías del país y los diversos estados brasileños tenían fuertes lazos económicos y políticos con el estado, y de ahí con el resto del mundo, lo que preocupaba mucho a la Unión en la posguerra. Uno de los principales esfuerzos en este sentido fue la decisión técnica del Banco do Brasil, la autoridad monetaria de la época, de asumir las obligaciones del bono de guerra emitido por el gobierno de São Paulo durante el conflicto, para evitar una crisis de liquidez económica en el país. El gobierno federal provisional también buscó normalizar el comercio interno entre los estados y con el exterior a partir del puerto de Santos, en São Paulo, despejando los accesos y reactivando la plena actividad operacional y productiva en el estado. Sin embargo, la mayor parte de las concesiones de Getúlio Vargas a São Paulo llegaron a través de su interventor militar en el estado, el general Valdomiro Lima, quien, al asumir el cargo de interventor el 6 de octubre de 1932, se encontró con un terreno hostil, con resentimiento y boicots por parte del pueblo paulista. Debido a la alarmante situación del estado, el interventor tomó varias medidas para enfriar la hostilidad de la población, entre ellas el nombramiento de Teodoro Augusto Ramos como alcalde de la capital, tras haber sido propuesto por el Instituto de Ingeniería de São Paulo, el cumplimiento de las principales reivindicaciones de los cafeteros paulistas, la concesión de una moratoria en el pago del impuesto del 2% sobre las mercancías importadas, la liberación de los combatientes presos, la suspensión de la censura de prensa y el mantenimiento en sus puestos de la mayoría de los delegados de policía.

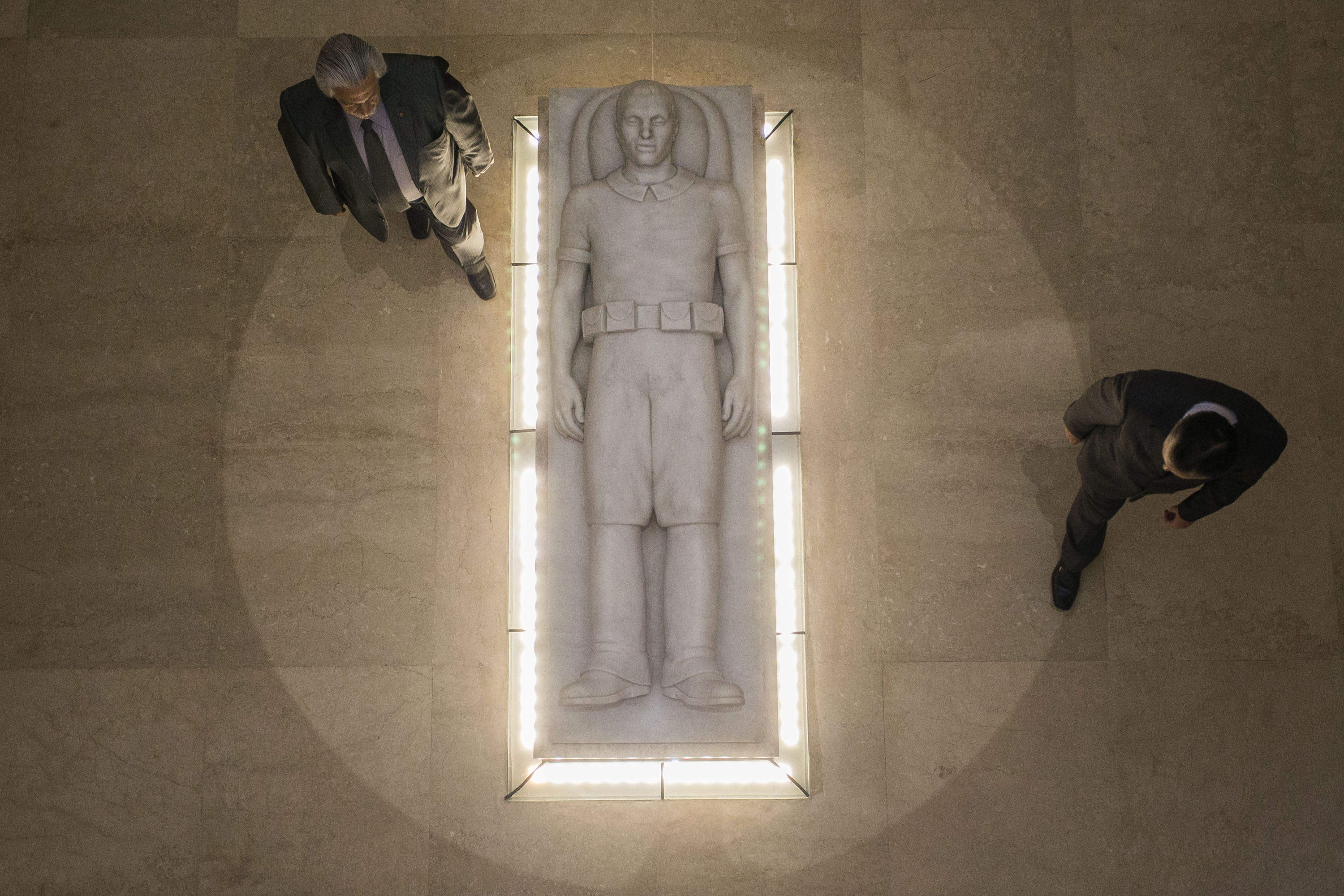
Mausoleo al Soldado Constitucionalista de 1932 en el interior del Obelisco de São Paulo.

El 3 de mayo de 1933, se realizaron finalmente las elecciones para la Asamblea Nacional Constituyente, cuando las mujeres votaron por primera vez en Brasil en elecciones nacionales. En esta elección, gracias a la creación de la Justicia Electoral, el fraude dejó de ser rutina en las elecciones brasileñas. El 17 de junio de 1934, durante la Asamblea Constituyente, Getúlio Vargas fue elegido indirectamente para la Presidencia de la República por un período de cuatro años, asumiendo el cargo el 20 de julio. Al final de la Asamblea, el 16 de julio, fue promulgada la Constitución de 1934, que marcó el retorno de la democracia y del estado de derecho en el país, así como la pacificación entre los grupos políticos, además del regreso del exilio de los líderes rebeldes y la reintegración de los soldados rebeldes a sus respectivos cargos en las Fuerzas Armadas Brasileñas, aunque la amnistía para estos últimos fue en gran parte el resultado de la influencia y presión del General Pedro Góis Monteiro sobre el gobierno federal. Ese mismo año, el presidente de la República nombró a un interventor civil paulista para el gobierno de São Paulo, Armando de Sales Oliveira, en un nuevo esfuerzo de pacificación nacional.
Años más tarde, durante el régimen del Estado Novo, dos interventores federales en São Paulo procedían de las filas del PRP: Ademar de Barros (1938-1941) y Fernando de Sousa Costa (1941-1945), que había sido secretario de Agricultura del ex gobernador de São Paulo, Júlio Prestes. Ambos se convirtieron en grandes aliados de Getúlio Vargas en São Paulo.
A pesar de la derrota militar, los liderazgos paulistas consideraron haber obtenido una victoria moral y política. Conforme expresó el general Bertoldo Klinger, algunos años después del conflicto:

Ao entrarmos no sólo paulista, para assumir o commando supremo, declarei que desembainhava a minha espada em continencia á Lei (...) Fomos obrigados a uma rendição incondicional, para poupar a S. Paulo, a todo o Brasil, dias mais amargos ainda. Mas fizemos triumphar a nossa idéa: a volta do paiz ao regimen constitucional. Obrigamos o governo a realizal-a. E, conseguido o nosso objectivo, podemos mais uma vez dizer que a santa guerra em que São Paulo e Matto Grosso se bateram pelo Brasil livre contra o Brasil escravisado, o vencido venceu o vencedor.
Al entrar en suelo paulista para asumir el mando supremo, declaré que desenvainaba mi espada en saludo a la Ley (...) Nos vimos obligados a rendirnos incondicionalmente para evitar a São Paulo, y a todo Brasil, días aún más amargos. Pero triunfamos en nuestra idea: el retorno del país al régimen constitucional. Obligamos al gobierno a realizarla. Y, habiendo alcanzado nuestro objetivo, podemos decir una vez más que la guerra santa en la que São Paulo y Matto Grosso lucharon por el Brasil libre contra el Brasil esclavo, el perdedor venció al vencedor.
Bertoldo Klinger, 1934

En el estado de São Paulo, la Revolución de 1932 se convirtió en la referencia histórica más importante para la ciudadanía, los valores y los principios de su pueblo, como la Guerra de los Farrapos para los gauchos. Incluso durante el conflicto, las tradiciones de los bandeirantes del estado se recuperaron a través de la propaganda, por ejemplo con imágenes de los principales bandeirantes paulistas en las ilustraciones de los billetes de São Paulo puestos en circulación, en la radio, en carteles y en otras publicaciones diversas. El 9 de julio es día festivo en São Paulo y hay actos conmemorativos en todo el estado. Sin embargo, en el resto del país no hay conmemoración de la Revolución Constitucionalista de 1932 y también es poco recordada, incluso en los medios académicos y escolares, aunque haya quedado marcada en la historia brasileña como uno de los principales conflictos civiles y militares, tanto por la movilización que tuvo lugar como por el número de muertos, que superó con creces las bajas que se produjeron en la campaña militar brasileña en Italia en la Segunda Guerra Mundial.

### Preservación de la memoria y los ideales de 1932

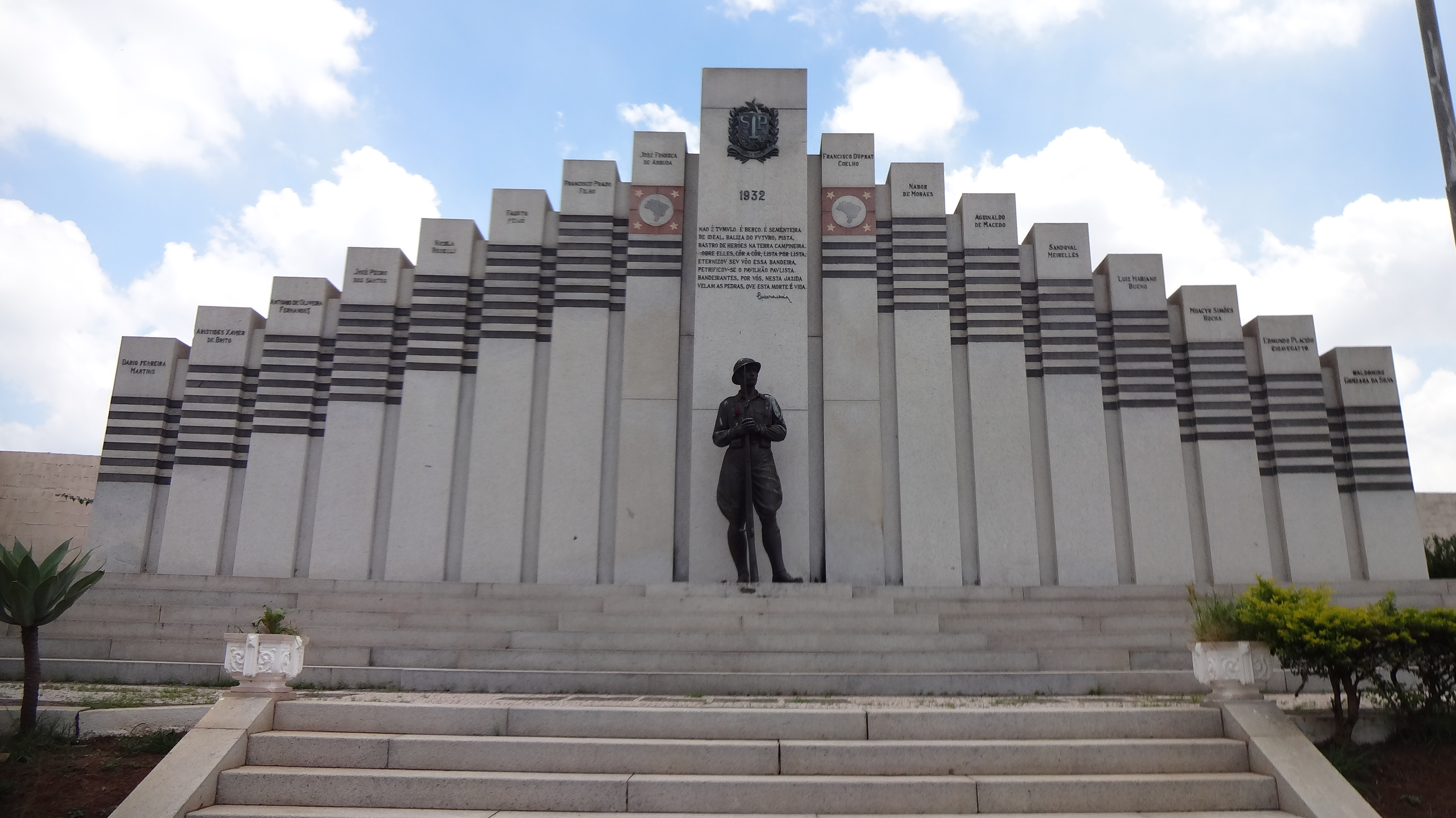
Monumento a los Héroes de la Revolución Constitucionalista de 1932 en el Cementerio de Saudade, en Campinas.

El 9 de julio es feriado civil en el estado de São Paulo y también su fecha principal, instituida por la ley N° 9.497 del 5 de marzo de 1997. Por ello, desde 1934, esa fecha se realiza todos los años el desfile cívico-militar conmemorativo del 9 de julio en la capital paulista, actualmente en el Parque Ibirapuera, y también se realiza en ciudades del interior del estado, en memoria al conflicto y en homenaje a aquellos que cayeron por la causa constitucionalista. En esta festividad, son depositados en el Mausoleo del Soldado Constitucionalista los restos mortales de veteranos. El evento durante muchos años contó con la participación de los batallones de veteranos del conflicto.
Como parte de las conmemoraciones también se celebra la Prueba Ciclística 9 de Julio creada por el periodista Cásper Líbero y realizada desde 1933 en la ciudad de São Paulo. Además de eso, todos los años a inicios de julio un grupo de paulistas realiza la "Caminata 9 de Julio", recorriendo a pie 927 kilómetros por el estado de São Paulo, partiendo de Rubineia, en el extremo oeste del estado, y llegando en el municipio de Cruzeiro, en el Valle del Paraíba, donde se firmó la rendición de los paulistas. Los organizadores de la caminata cívica esperan entrar al Libro Guinness de los récords como la mayor caminata cívica del mundo.
El 25 de enero de 1934, se inauguró el primer monumento en homenaje a los combatientes muertos durante el conflicto en la ciudad de Itapira. El monumento del Morro do Gravi es considerado uno de los principales hitos en homenaje a los soldados muertos en todo el sector este paulista.
En 1935, se lanzó la campaña pro Monumento y Mausoleo al Soldado Constitucionalista de 1932, con el objetivo de preservar la memoria de la campaña cívica y militar ocurrida en 1932, la causa constitucionalista defendida por los revolucionarios y también honrar a los caídos en el conflicto. En marzo de ese año, la comisión inició sus actividades con medidas de recaudación de fondos y la apertura de la selección de los mejores proyectos para la obra artística y arquitectónica, sobre la base de las condiciones formuladas por un grupo de arquitectos, ingenieros y artistas plásticos, que juzgaron las obras presentadas. El monumento se construyó en el Parque de Ibirapuera y se inauguró el 9 de julio de 1955, aunque las obras no se terminaron realmente hasta 1970.
En las ciudades del estado también hay varios monumentos dedicados a la memoria del conflicto, así como varias calles que llevan el nombre del movimiento constitucionalista y de sus héroes, como la Avenida 23 de Mayo y la Avenida 9 de Julio en São Paulo.
La ciudad de Cruzeiro recibió el título honorífico de "Capital de la Revolución Constitucionalista de 1932" por la ley estatal N.º 13.203, de 10 de septiembre de 2008, debido a los episodios notables de este conflicto que tuvieron lugar en el municipio, entre ellos la firma del armisticio, término que designa el fin de la Revolución el 2 de octubre de 1932 en la Escuela Arnolfo Azevedo, situada en el centro de la ciudad, cuyo edificio también fue utilizado como cuartel general por las tropas paulistas.
El Ejército Constitucionalista sigue existiendo simbólicamente y está representado todos los años en los desfiles cívico-militares que conmemoran el 9 de julio en São Paulo. A lo largo de los años, la Sociedad de Veteranos de 1932 ha preservado la memoria y una variada colección de documentos, reliquias y otros objetos históricos de la Revolución de 1932.

### Impacto cultural
En los años que siguieron al fin de la guerra, hubo un esfuerzo significativo por parte de muchos excombatientes y personas que actuaron directamente en la revolución para publicar obras con relatos de sus experiencias, como Paulo Duarte, Menotti Del Picchia, Alfredo Ellis Junior, Guilherme de Almeida, Arnon de Mello, entre otros. Sólo en 1933 se publicaron 67 libros y seis años más tarde se había acumulado un total de 170 obras. Treinta años después del conflicto, Aureliano Leite elaboró un catálogo de cerca de 600 títulos dedicados al tema, que constituyen un importante acervo histórico y literario. La historia de la revolución también fue abordada en importantes obras de la literatura brasileña, como la novela Éramos Seis publicada en 1943 por la escritora Maria José Dupré.
El conflicto también fue retratado en producciones de la televisión brasileña, como la telenovela O Casarão (1976); la telenovela Os Imigrantes (1981); la telenovela Éramos Seis, en sus cinco versiones, basada en la novela de Dupré; y la telenovela Esperança (2002), todas ellas con una perspectiva favorable a la causa de los revolucionarios. En 2002, para conmemorar el 70.º aniversario del movimiento armado, TV Cultura y TV Assembleia produjeron el documental A Guerra dos Paulistas - A Revolução Constitucionalista de 1932. La miniserie Um Só Coração (2004), producida y emitida por Rede Globo, también retrató la historia del conflicto. La miniserie JK (2006) retrata la vida del expresidente Juscelino Kubitschek, incluyendo su participación en aquella guerra.